# 1856
Portal Geschichte | Portal Biografien | Aktuelle Ereignisse | Jahreskalender | Tagesartikel

◄ |
18. Jahrhundert |
19. Jahrhundert
| 20. Jahrhundert | ►

◄ |
1820er |
1830er |
1840er |
1850er
| 1860er | 1870er | 1880er | ►

◄◄ |
◄ |
1852 |
1853 |
1854 |
1855 |
1856
| 1857 | 1858 | 1859 | 1860 | ► | ►►
Staatsoberhäupter · Wahlen · Nekrolog · Kunstjahr · Literaturjahr · Musikjahr   · Sportjahr
| Januar | Januar | Januar | Januar | Januar | Januar | Januar | Januar |
| Kw     | Mo     | Di     | Mi     | Do     | Fr     | Sa     | So     |
| ------ | ------ | ------ | ------ | ------ | ------ | ------ | ------ |
| 1      |        | 1      | 2      | 3      | 4      | 5      | 6      |
| 2      | 7      | 8      | 9      | 10     | 11     | 12     | 13     |
| 3      | 14     | 15     | 16     | 17     | 18     | 19     | 20     |
| 4      | 21     | 22     | 23     | 24     | 25     | 26     | 27     |
| 5      | 28     | 29     | 30     | 31     |        |        |        |

| Februar | Februar | Februar | Februar | Februar | Februar | Februar | Februar |
| Kw      | Mo      | Di      | Mi      | Do      | Fr      | Sa      | So      |
| ------- | ------- | ------- | ------- | ------- | ------- | ------- | ------- |
| 5       |         |         |         |         | 1       | 2       | 3       |
| 6       | 4       | 5       | 6       | 7       | 8       | 9       | 10      |
| 7       | 11      | 12      | 13      | 14      | 15      | 16      | 17      |
| 8       | 18      | 19      | 20      | 21      | 22      | 23      | 24      |
| 9       | 25      | 26      | 27      | 28      | 29      |         |         |

| März | März | März | März | März | März | März | März |
| Kw   | Mo   | Di   | Mi   | Do   | Fr   | Sa   | So   |
| ---- | ---- | ---- | ---- | ---- | ---- | ---- | ---- |
| 9    |      |      |      |      |      | 1    | 2    |
| 10   | 3    | 4    | 5    | 6    | 7    | 8    | 9    |
| 11   | 10   | 11   | 12   | 13   | 14   | 15   | 16   |
| 12   | 17   | 18   | 19   | 20   | 21   | 22   | 23   |
| 13   | 24   | 25   | 26   | 27   | 28   | 29   | 30   |
| 14   | 31   |      |      |      |      |      |      |

| April | April | April | April | April | April | April | April |
| Kw    | Mo    | Di    | Mi    | Do    | Fr    | Sa    | So    |
| ----- | ----- | ----- | ----- | ----- | ----- | ----- | ----- |
| 14    |       | 1     | 2     | 3     | 4     | 5     | 6     |
| 15    | 7     | 8     | 9     | 10    | 11    | 12    | 13    |
| 16    | 14    | 15    | 16    | 17    | 18    | 19    | 20    |
| 17    | 21    | 22    | 23    | 24    | 25    | 26    | 27    |
| 18    | 28    | 29    | 30    |       |       |       |       |

| Mai | Mai | Mai | Mai | Mai | Mai | Mai | Mai |
| Kw  | Mo  | Di  | Mi  | Do  | Fr  | Sa  | So  |
| --- | --- | --- | --- | --- | --- | --- | --- |
| 18  |     |     |     | 1   | 2   | 3   | 4   |
| 19  | 5   | 6   | 7   | 8   | 9   | 10  | 11  |
| 20  | 12  | 13  | 14  | 15  | 16  | 17  | 18  |
| 21  | 19  | 20  | 21  | 22  | 23  | 24  | 25  |
| 22  | 26  | 27  | 28  | 29  | 30  | 31  |     |

| Juni | Juni | Juni | Juni | Juni | Juni | Juni | Juni |
| Kw   | Mo   | Di   | Mi   | Do   | Fr   | Sa   | So   |
| ---- | ---- | ---- | ---- | ---- | ---- | ---- | ---- |
| 22   |      |      |      |      |      |      | 1    |
| 23   | 2    | 3    | 4    | 5    | 6    | 7    | 8    |
| 24   | 9    | 10   | 11   | 12   | 13   | 14   | 15   |
| 25   | 16   | 17   | 18   | 19   | 20   | 21   | 22   |
| 26   | 23   | 24   | 25   | 26   | 27   | 28   | 29   |
| 27   | 30   |      |      |      |      |      |      |

| Juli | Juli | Juli | Juli | Juli | Juli | Juli | Juli |
| Kw   | Mo   | Di   | Mi   | Do   | Fr   | Sa   | So   |
| ---- | ---- | ---- | ---- | ---- | ---- | ---- | ---- |
| 27   |      | 1    | 2    | 3    | 4    | 5    | 6    |
| 28   | 7    | 8    | 9    | 10   | 11   | 12   | 13   |
| 29   | 14   | 15   | 16   | 17   | 18   | 19   | 20   |
| 30   | 21   | 22   | 23   | 24   | 25   | 26   | 27   |
| 31   | 28   | 29   | 30   | 31   |      |      |      |

| August | August | August | August | August | August | August | August |
| Kw     | Mo     | Di     | Mi     | Do     | Fr     | Sa     | So     |
| ------ | ------ | ------ | ------ | ------ | ------ | ------ | ------ |
| 31     |        |        |        |        | 1      | 2      | 3      |
| 32     | 4      | 5      | 6      | 7      | 8      | 9      | 10     |
| 33     | 11     | 12     | 13     | 14     | 15     | 16     | 17     |
| 34     | 18     | 19     | 20     | 21     | 22     | 23     | 24     |
| 35     | 25     | 26     | 27     | 28     | 29     | 30     | 31     |

| September | September | September | September | September | September | September | September |
| Kw        | Mo        | Di        | Mi        | Do        | Fr        | Sa        | So        |
| --------- | --------- | --------- | --------- | --------- | --------- | --------- | --------- |
| 36        | 1         | 2         | 3         | 4         | 5         | 6         | 7         |
| 37        | 8         | 9         | 10        | 11        | 12        | 13        | 14        |
| 38        | 15        | 16        | 17        | 18        | 19        | 20        | 21        |
| 39        | 22        | 23        | 24        | 25        | 26        | 27        | 28        |
| 40        | 29        | 30        |           |           |           |           |           |

| Oktober | Oktober | Oktober | Oktober | Oktober | Oktober | Oktober | Oktober |
| Kw      | Mo      | Di      | Mi      | Do      | Fr      | Sa      | So      |
| ------- | ------- | ------- | ------- | ------- | ------- | ------- | ------- |
| 40      |         |         | 1       | 2       | 3       | 4       | 5       |
| 41      | 6       | 7       | 8       | 9       | 10      | 11      | 12      |
| 42      | 13      | 14      | 15      | 16      | 17      | 18      | 19      |
| 43      | 20      | 21      | 22      | 23      | 24      | 25      | 26      |
| 44      | 27      | 28      | 29      | 30      | 31      |         |         |

| November | November | November | November | November | November | November | November |
| Kw       | Mo       | Di       | Mi       | Do       | Fr       | Sa       | So       |
| -------- | -------- | -------- | -------- | -------- | -------- | -------- | -------- |
| 44       |          |          |          |          |          | 1        | 2        |
| 45       | 3        | 4        | 5        | 6        | 7        | 8        | 9        |
| 46       | 10       | 11       | 12       | 13       | 14       | 15       | 16       |
| 47       | 17       | 18       | 19       | 20       | 21       | 22       | 23       |
| 48       | 24       | 25       | 26       | 27       | 28       | 29       | 30       |

| Dezember | Dezember | Dezember | Dezember | Dezember | Dezember | Dezember | Dezember |
| Kw       | Mo       | Di       | Mi       | Do       | Fr       | Sa       | So       |
| -------- | -------- | -------- | -------- | -------- | -------- | -------- | -------- |
| 49       | 1        | 2        | 3        | 4        | 5        | 6        | 7        |
| 50       | 8        | 9        | 10       | 11       | 12       | 13       | 14       |
| 51       | 15       | 16       | 17       | 18       | 19       | 20       | 21       |
| 52       | 22       | 23       | 24       | 25       | 26       | 27       | 28       |
| 1        | 29       | 30       | 31       |          |          |          |          |

| Januar | Januar | Januar | Januar | Januar | Januar | Januar | Januar |
| Kw     | Mo     | Di     | Mi     | Do     | Fr     | Sa     | So     |
| ------ | ------ | ------ | ------ | ------ | ------ | ------ | ------ |
| 1      |        | 1      | 2      | 3      | 4      | 5      | 6      |
| 2      | 7      | 8      | 9      | 10     | 11     | 12     | 13     |
| 3      | 14     | 15     | 16     | 17     | 18     | 19     | 20     |
| 4      | 21     | 22     | 23     | 24     | 25     | 26     | 27     |
| 5      | 28     | 29     | 30     | 31     |        |        |        |

| Februar | Februar | Februar | Februar | Februar | Februar | Februar | Februar |
| Kw      | Mo      | Di      | Mi      | Do      | Fr      | Sa      | So      |
| ------- | ------- | ------- | ------- | ------- | ------- | ------- | ------- |
| 5       |         |         |         |         | 1       | 2       | 3       |
| 6       | 4       | 5       | 6       | 7       | 8       | 9       | 10      |
| 7       | 11      | 12      | 13      | 14      | 15      | 16      | 17      |
| 8       | 18      | 19      | 20      | 21      | 22      | 23      | 24      |
| 9       | 25      | 26      | 27      | 28      | 29      |         |         |

| März | März | März | März | März | März | März | März |
| Kw   | Mo   | Di   | Mi   | Do   | Fr   | Sa   | So   |
| ---- | ---- | ---- | ---- | ---- | ---- | ---- | ---- |
| 9    |      |      |      |      |      | 1    | 2    |
| 10   | 3    | 4    | 5    | 6    | 7    | 8    | 9    |
| 11   | 10   | 11   | 12   | 13   | 14   | 15   | 16   |
| 12   | 17   | 18   | 19   | 20   | 21   | 22   | 23   |
| 13   | 24   | 25   | 26   | 27   | 28   | 29   | 30   |
| 14   | 31   |      |      |      |      |      |      |

| April | April | April | April | April | April | April | April |
| Kw    | Mo    | Di    | Mi    | Do    | Fr    | Sa    | So    |
| ----- | ----- | ----- | ----- | ----- | ----- | ----- | ----- |
| 14    |       | 1     | 2     | 3     | 4     | 5     | 6     |
| 15    | 7     | 8     | 9     | 10    | 11    | 12    | 13    |
| 16    | 14    | 15    | 16    | 17    | 18    | 19    | 20    |
| 17    | 21    | 22    | 23    | 24    | 25    | 26    | 27    |
| 18    | 28    | 29    | 30    |       |       |       |       |

| Mai | Mai | Mai | Mai | Mai | Mai | Mai | Mai |
| Kw  | Mo  | Di  | Mi  | Do  | Fr  | Sa  | So  |
| --- | --- | --- | --- | --- | --- | --- | --- |
| 18  |     |     |     | 1   | 2   | 3   | 4   |
| 19  | 5   | 6   | 7   | 8   | 9   | 10  | 11  |
| 20  | 12  | 13  | 14  | 15  | 16  | 17  | 18  |
| 21  | 19  | 20  | 21  | 22  | 23  | 24  | 25  |
| 22  | 26  | 27  | 28  | 29  | 30  | 31  |     |

| Juni | Juni | Juni | Juni | Juni | Juni | Juni | Juni |
| Kw   | Mo   | Di   | Mi   | Do   | Fr   | Sa   | So   |
| ---- | ---- | ---- | ---- | ---- | ---- | ---- | ---- |
| 22   |      |      |      |      |      |      | 1    |
| 23   | 2    | 3    | 4    | 5    | 6    | 7    | 8    |
| 24   | 9    | 10   | 11   | 12   | 13   | 14   | 15   |
| 25   | 16   | 17   | 18   | 19   | 20   | 21   | 22   |
| 26   | 23   | 24   | 25   | 26   | 27   | 28   | 29   |
| 27   | 30   |      |      |      |      |      |      |

| Juli | Juli | Juli | Juli | Juli | Juli | Juli | Juli |
| Kw   | Mo   | Di   | Mi   | Do   | Fr   | Sa   | So   |
| ---- | ---- | ---- | ---- | ---- | ---- | ---- | ---- |
| 27   |      | 1    | 2    | 3    | 4    | 5    | 6    |
| 28   | 7    | 8    | 9    | 10   | 11   | 12   | 13   |
| 29   | 14   | 15   | 16   | 17   | 18   | 19   | 20   |
| 30   | 21   | 22   | 23   | 24   | 25   | 26   | 27   |
| 31   | 28   | 29   | 30   | 31   |      |      |      |

| August | August | August | August | August | August | August | August |
| Kw     | Mo     | Di     | Mi     | Do     | Fr     | Sa     | So     |
| ------ | ------ | ------ | ------ | ------ | ------ | ------ | ------ |
| 31     |        |        |        |        | 1      | 2      | 3      |
| 32     | 4      | 5      | 6      | 7      | 8      | 9      | 10     |
| 33     | 11     | 12     | 13     | 14     | 15     | 16     | 17     |
| 34     | 18     | 19     | 20     | 21     | 22     | 23     | 24     |
| 35     | 25     | 26     | 27     | 28     | 29     | 30     | 31     |

| September | September | September | September | September | September | September | September |
| Kw        | Mo        | Di        | Mi        | Do        | Fr        | Sa        | So        |
| --------- | --------- | --------- | --------- | --------- | --------- | --------- | --------- |
| 36        | 1         | 2         | 3         | 4         | 5         | 6         | 7         |
| 37        | 8         | 9         | 10        | 11        | 12        | 13        | 14        |
| 38        | 15        | 16        | 17        | 18        | 19        | 20        | 21        |
| 39        | 22        | 23        | 24        | 25        | 26        | 27        | 28        |
| 40        | 29        | 30        |           |           |           |           |           |

| Oktober | Oktober | Oktober | Oktober | Oktober | Oktober | Oktober | Oktober |
| Kw      | Mo      | Di      | Mi      | Do      | Fr      | Sa      | So      |
| ------- | ------- | ------- | ------- | ------- | ------- | ------- | ------- |
| 40      |         |         | 1       | 2       | 3       | 4       | 5       |
| 41      | 6       | 7       | 8       | 9       | 10      | 11      | 12      |
| 42      | 13      | 14      | 15      | 16      | 17      | 18      | 19      |
| 43      | 20      | 21      | 22      | 23      | 24      | 25      | 26      |
| 44      | 27      | 28      | 29      | 30      | 31      |         |         |

| November | November | November | November | November | November | November | November |
| Kw       | Mo       | Di       | Mi       | Do       | Fr       | Sa       | So       |
| -------- | -------- | -------- | -------- | -------- | -------- | -------- | -------- |
| 44       |          |          |          |          |          | 1        | 2        |
| 45       | 3        | 4        | 5        | 6        | 7        | 8        | 9        |
| 46       | 10       | 11       | 12       | 13       | 14       | 15       | 16       |
| 47       | 17       | 18       | 19       | 20       | 21       | 22       | 23       |
| 48       | 24       | 25       | 26       | 27       | 28       | 29       | 30       |

| Dezember | Dezember | Dezember | Dezember | Dezember | Dezember | Dezember | Dezember |
| Kw       | Mo       | Di       | Mi       | Do       | Fr       | Sa       | So       |
| -------- | -------- | -------- | -------- | -------- | -------- | -------- | -------- |
| 49       | 1        | 2        | 3        | 4        | 5        | 6        | 7        |
| 50       | 8        | 9        | 10       | 11       | 12       | 13       | 14       |
| 51       | 15       | 16       | 17       | 18       | 19       | 20       | 21       |
| 52       | 22       | 23       | 24       | 25       | 26       | 27       | 28       |
| 1        | 29       | 30       | 31       |          |          |          |          |

## Ereignisse

### Politik und Weltgeschehen

#### Krimkrieg/Osmanisches Reich
- 29. Januar: Die britische Königin Victoria stiftet das Victoria-Kreuz. Sie will damit Soldaten auszeichnen, die sich im Krimkrieg durch Tapferkeit oder besondere Leistungen herausgehoben haben.
- 18. Februar: Das Hatt-ı Hümâyûn („Großherrliches Handschreiben“), ein Edikt des osmanischen Sultans Abdülmecid I., das die Reformen des Tanzimat weiterentwickelt, wird von der Hohen Pforte verkündet.
- 30. März: Der Pariser Frieden wird unterzeichnet. Der Krimkrieg ist damit beendet.
- 16. April: Piraterie wird in der Deklaration von Paris international als illegal geächtet.

#### Schweiz/Preußen
- 1. Januar: Jakob Stämpfli wird Bundespräsident der Schweiz.
- 2. September: Der Schweizer Kanton Neuenburg erlebt einen Putschversuch von Royalisten. Sie wollen den preußischen König wieder als Landesherrn haben.
- 13. Dezember: Preußen bricht die diplomatischen Beziehungen zur Schweiz wegen des Streits um das Fürstentum Neuenburg ab und ordnet für den 2. Januar 1857 die Mobilmachung von 150.000 Mann an. Frankreich ergreift für Preußen Partei und Napoléon III. vermittelt Verhandlungen zwischen den Konfliktparteien, nachdem Großbritannien eine Unterstützung der Eidgenossenschaft signalisiert hat. Erst im Mai 1857 kann mit dem Vertrag von Paris der Neuenburgerhandel beigelegt werden.

#### Brasilien, Schweiz, Preußen
- Am 26. Dezember revoltieren im so genannten Aufstand von Ibicaba deutschsprachige Siedler angeführt von Thomas Davatz auf der Fazenda Ibicaba in der Provinz São Paulo gegen die sklavenähnlichen Arbeits- und Lebensbedingungen. Sie fordern eine Untersuchung durch die brasilianische Zentralregierung bzw. durch Gesandte der Herkunftsländer der Siedler. Sie erreichen, dass Schweizer Gesandte, zuerst Jakob Christian Heusser, dann 1861 Johann Jakob von Tschudi als Schweizer Sondergesandter, zudem mandatiert von Preußen, Untersuchungen in Brasilien durchführt und mit der brasilianischen Zentralregierung verhandelt. Unter anderem ergibt sich eine konsularische Konvention. Diese führt insbesondere zur juristischen Besserstellung der Reformierten (Anerkennung der Heirat von Reformierten gemäß reformierter Kirche und damit Anerkennung von reformierten Familien, deren Kinder bisher als unehelich galten).

#### Russland

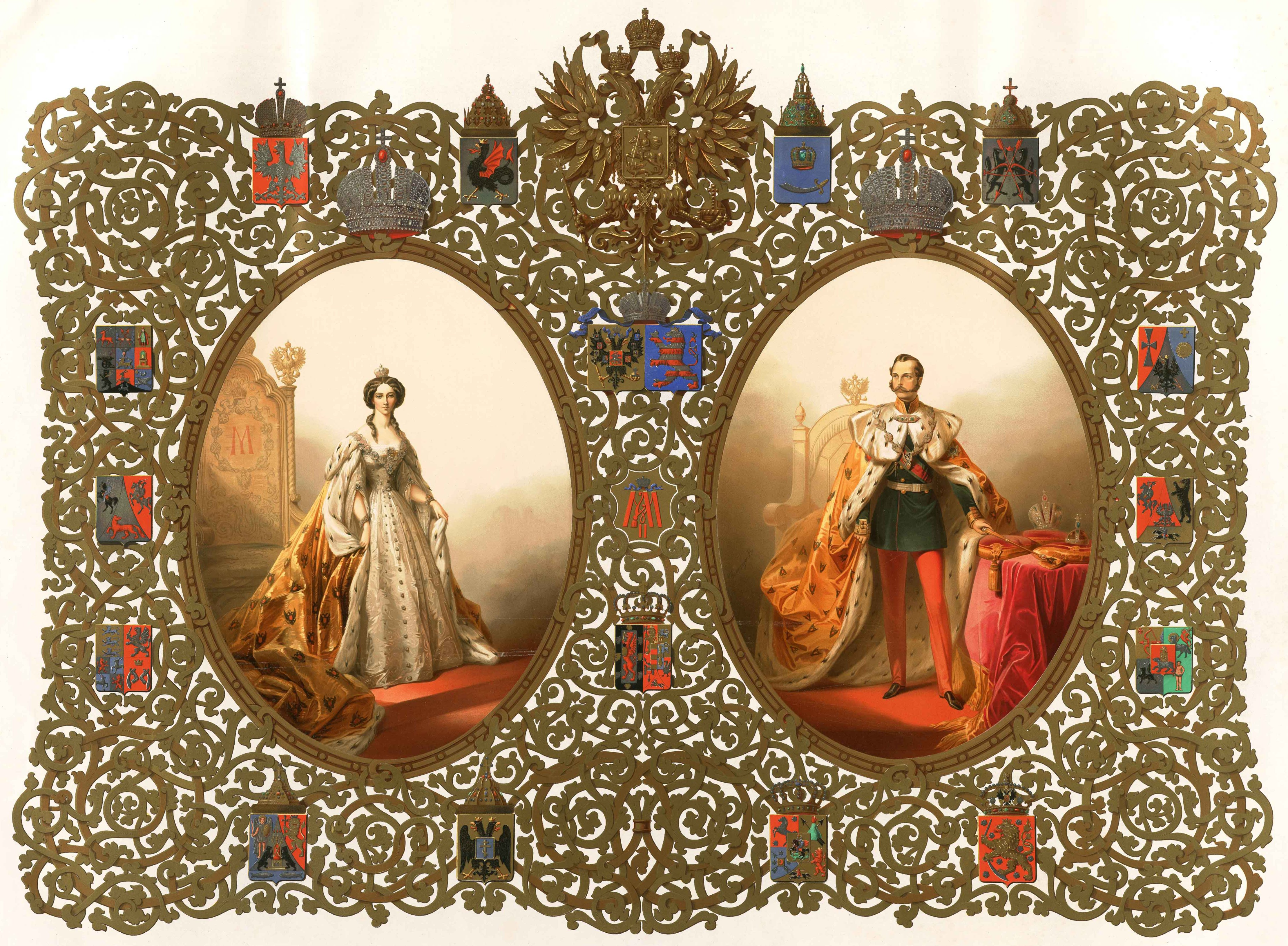
Die Krönungsporträts

- 26. August: Die Krönung und Salbung des „Befreier-Zaren“ Alexander II. und seiner Gattin Marie von Hessen-Darmstadt findet rund eineinhalb Jahre nach der Thronbesteigung in Moskau statt.

#### Portugal
- 6. Juni: Regierungswechsel in Portugal; König Peter V. entlässt den Herzog von Saldanha als Ministerpräsidenten und ernennt den Herzog von Loulé zu seinem Nachfolger. Zum ersten Mal seit 1842 regieren damit wieder die Liberalen in Portugal.

#### Marokko
- 7. August: Beim Gefecht von Tres Forcas zwischen preußischen Marineeinheiten und dem Berberstamm der Rifkabylen, einem der ersten Beispiele für deutsche Kanonenbootpolitik werden die Preußen von den Berbern zurückgeschlagen.

#### Korea
- 15. März: Siméon-François Berneux, 1854 zum Apostolischen Vikar und Bischof von Korea ernannt, reist heimlich in das Land ein und übernimmt die katholische Gemeindearbeit im Land.

#### Sultanat Oman
- 19. Oktober: Nach dem Tod von Said ibn Sultan, Sayyid, Imam und Sultan von Maskat, Oman und Sansibar, kommt es zwischen seinen Söhnen Thuwaini ibn Said und Madschid bin Said zu Thronfolgestreitigkeiten, die schließlich dazu führen, dass das Sultanat Oman geteilt wird. Thuwaini erhält Oman mit der Hauptstadt Maskat, Madschid bleibt Herrscher des von ihm schon kontrollierten Sansibar-Archipels. Das hat zur Folge, dass Oman verarmt, weil es von den Zolleinnahmen der afrikanischen Häfen abgeschnitten ist. Gleichzeitig muss Thuwaini die Thronansprüche eines weiteren Bruders Turki ibn Said abwehren.

#### Japan
- Shogun Tokugawa Iesada wird auf Betreiben des Daimyō von Satsuma, Shimazu Nariakira, mit Atsuhime (der späteren Tenshōin) verheiratet.

#### Australien
- 21. April: Steinmetzen und Gebäudearbeitern in Melbourne gelingt es als weltweit ersten Arbeitern, den gesetzlichen Achtstundentag durchzusetzen.
- 1. Mai: Proteste mit zahlreichen Teilnehmerinnen und Teilnehmern fordern in Melbourne die Einführung des 8-Stunden-Arbeitstages. Die Ereignisse sind damit die ältesten bekannten Mai-Demonstrationen, die ab 1890 weltweit als Tag der Arbeit und ähnlichen Bezeichnungen anderer Sprachen am 1. Mai begangen werden.

#### Vereinigte Staaten von Amerika
- 16. August: Der Kongress der Vereinigten Staaten beschließt den Guano Islands Act.

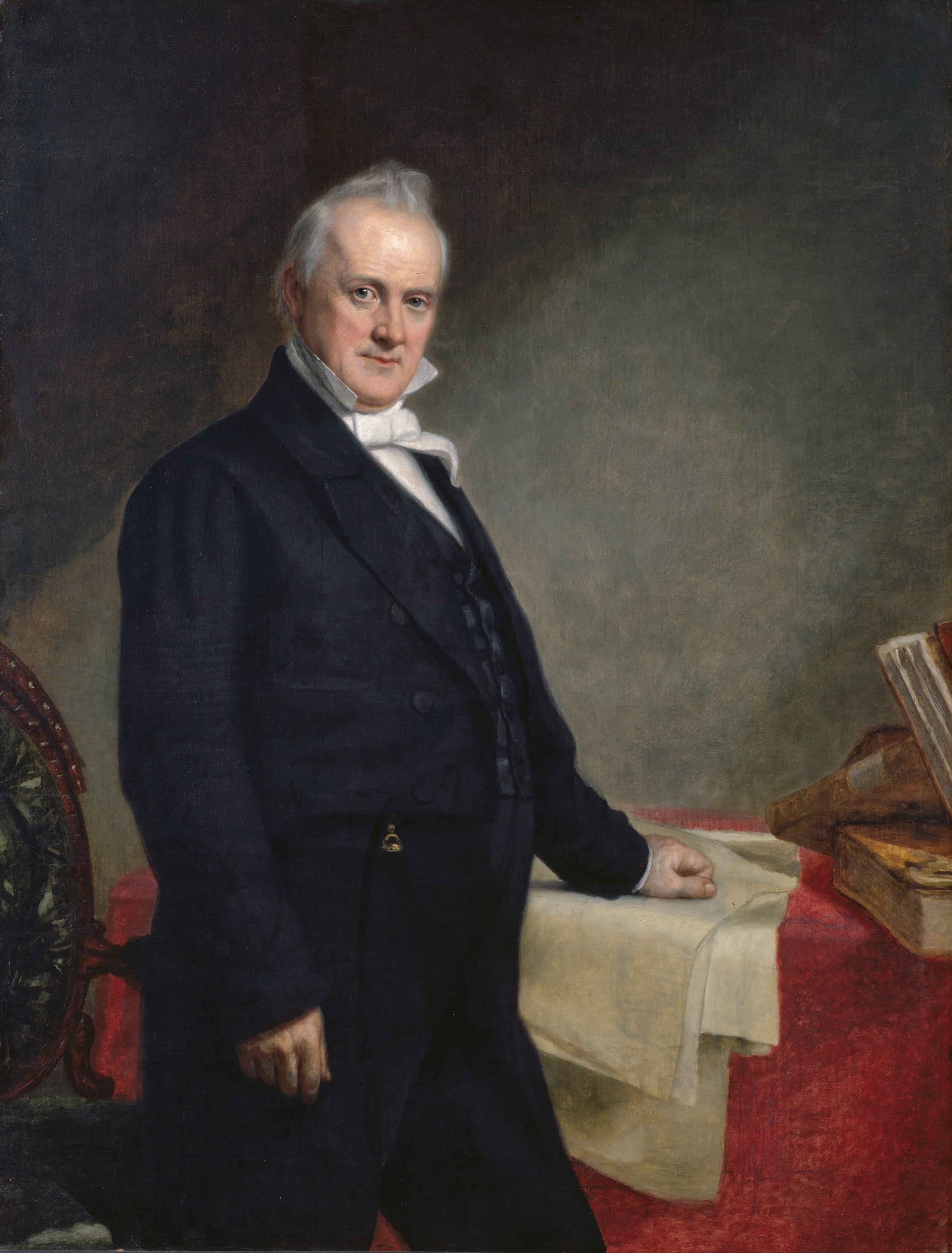
Offizielles Porträt von James Buchanan im Weißen Haus

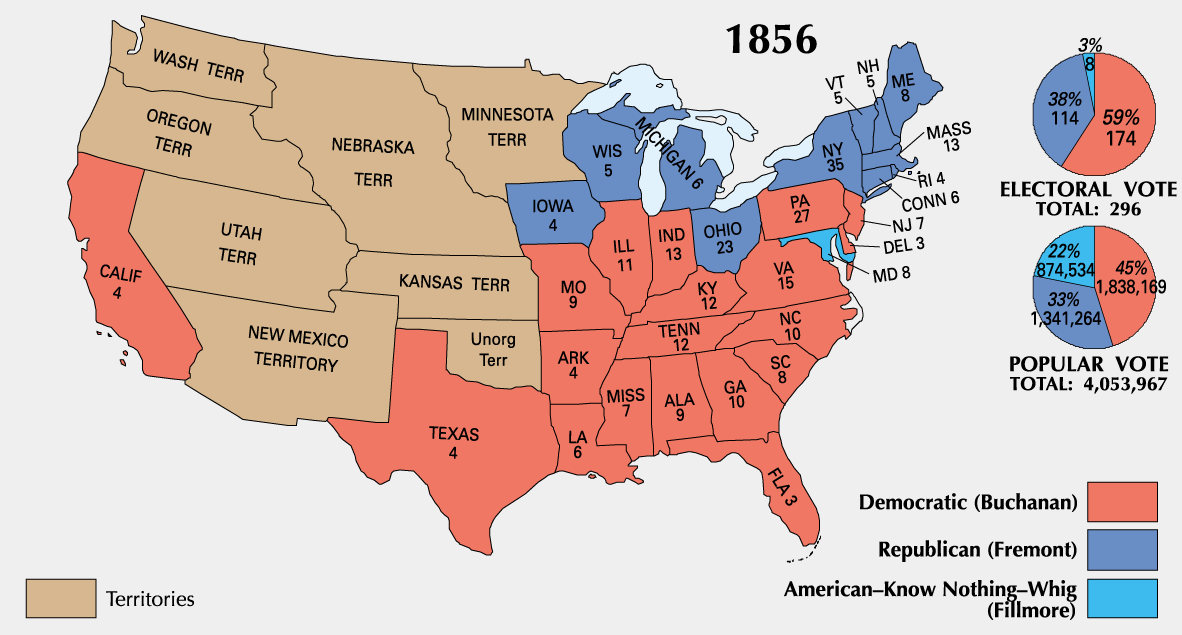
Wahlmännerstimmen pro Staat

- 4. November: Bei der Präsidentschaftswahl in den Vereinigten Staaten siegt der demokratische Kandidat James Buchanan gegen den Kandidaten der neu gegründeten Republikanischen Partei, John C. Frémont, und den Know-Nothing/American-Party-Kandidaten Millard Fillmore.
- Höhepunkt des Bleeding Kansas

### Wirtschaft

#### Unternehmensgründungen
- 21. März: Irische und belgische Kapitalgeber ermöglichen die Gründung der Steinkohlenzeche Shamrock in Herne.
- 12. April: Die Actiengesellschaft der bayerischen Ostbahnen wird gegründet, nachdem am 19. März durch Gesetz die Bildung privater Eisenbahngesellschaften in Bayern wieder erlaubt worden ist.
- 12. Mai: In Alexisbad erfolgt die Gründung des Vereins Deutscher Ingenieure (VDI).
- 5. Juli: Alfred Escher gründet in Zürich die Schweizerische Kreditanstalt und macht die Stadt damit zum führenden Bankenstandort und Wirtschaftszentrum der Schweiz.
- August: Franz Rudolph Wurlitzer gründet einen Musikgeräteeinzelhandel.
- 1. Oktober: Gustav Langenscheidt gründet in Berlin den gleichnamigen Verlag, der heute unter Langenscheidt KG firmiert.
- 15. Oktober: Die Norddeutsche Bank wird in Hamburg gegründet, nachdem ihre Gesellschafter auf ursprüngliche Pläne, auch Banknoten auszugeben, verzichten. 1929 geht das Anleihen begebende Kreditinstitut in der Deutschen Bank auf.
- 14. Dezember: In einer Villa am Hafen von Monaco nimmt die Spielbank Monte-Carlo den Betrieb auf. Die Lizenz ist am 26. April durch Fürst Florestan an die Franzosen Napoléon Langlois und Albert Aubert vergeben worden.
- 31. Dezember: Die spanische Eisenbahngesellschaft Compañía de los Ferrocarriles de Madrid a Zaragoza y Alicante wird von José de Salamanca y Mayol gegründet.

#### Verkehr
- 5. Januar: Der ägyptische Vizekönig Muhammad Said erteilt Ferdinand de Lesseps mit der zweiten, detaillierten Konzession die Genehmigung für den Bau und Betrieb des Suezkanals und zur Gründung der dafür vorgesehenen Aktiengesellschaft.

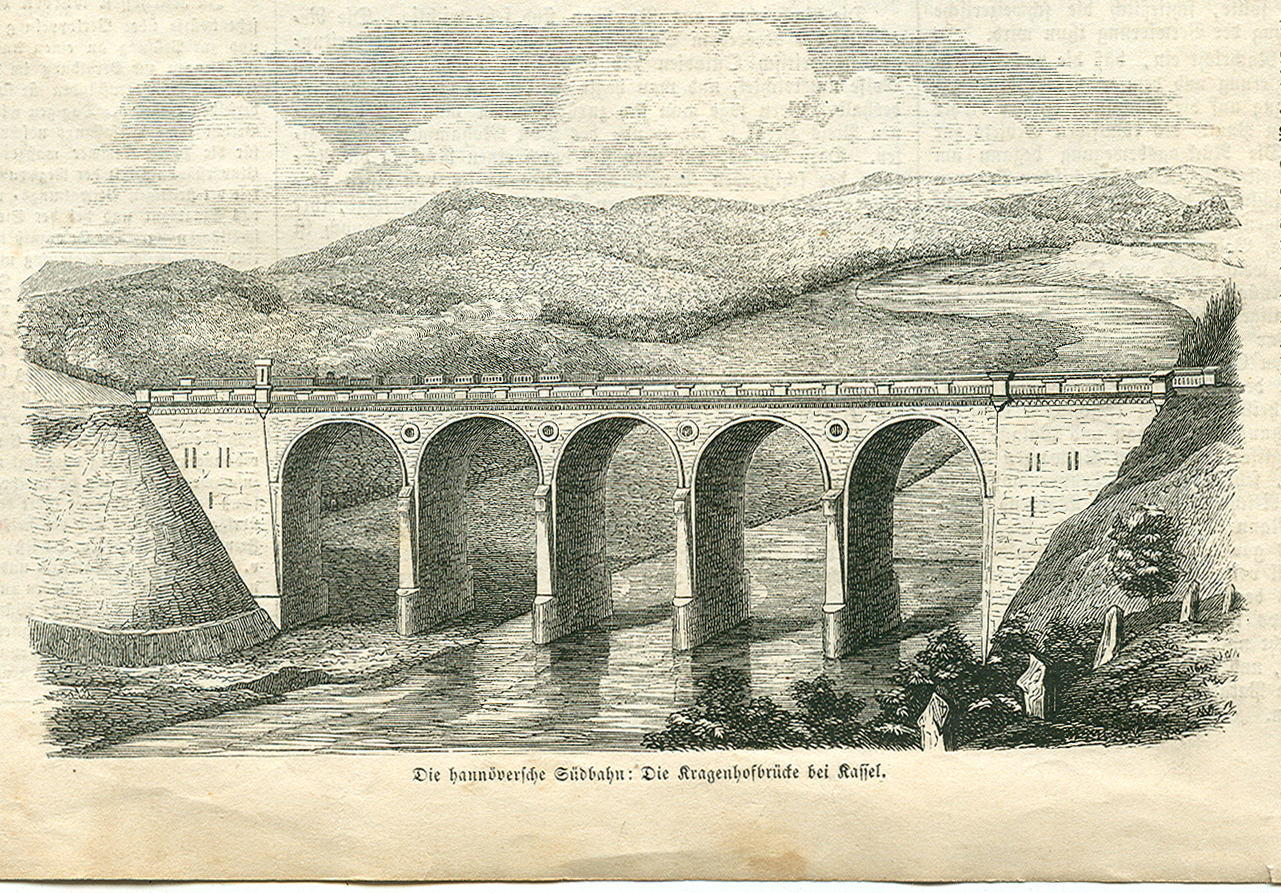
1856: Die hannöversche Südbahn: Die Kragenhofbrücke bei Kassel;
Holzstich aus der Illustrirten Zeitung

- 8. Mai: Die Dransfelder Rampe, Teil der Hannöverschen Südbahn, wird eröffnet. Am 23. September wird auch der Volkmarshäuser Tunnel dem Verkehr übergeben.

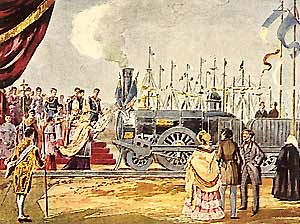
Eröffnung der ersten Eisenbahnlinie in Portugal

- 28. Oktober: Lissabon erlebt die Eröffnung der ersten portugiesischen Eisenbahnlinie zwischen dem Bahnhof Santa Apolónia und der Endstation am Bahnhof in Carregado.
- 4. November: In Galatz beginnt die erste Donaukonferenz der europäischen Mächte, welche über Fragen des Schiffsverkehrs auf der Donau berät und die Kommission der Donau-Uferstaaten ins Leben ruft.
- 25. November: Das von den Chemins de fer de l’Est in Auftrag gegebene Viadukt von Chaumont wird als Teil der Bahnstrecke Paris–Mulhouse fertiggestellt.

#### Sonstiges
- Erste Erdölbohrungen führt Ludwig Meyn in Deutschland durch.
- In Großbritannien wird die Postanweisung eingeführt.

### Wissenschaft und Technik
- 8. Januar: Der Chemiker John Allen Veatch entdeckt das erste Borax-Vorkommen in den Vereinigten Staaten.
- Der französische Mediziner Claude Bernard entdeckt Glykogen in der Leber eines Säugetiers.
- Der britische Chemiker William Henry Perkin synthetisiert den Farbstoff Mauvein durch Oxidation von Anilin mit Kaliumdichromat.
- Der französische Physiologe Edmé Félix Alfred Vulpian entdeckt in der Nebennierenrinde einen Stoff, der später als das Hormon Adrenalin identifiziert wird.
- Die Anhebung von Chicago beginnt.

### Kultur

#### Bildende Kunst

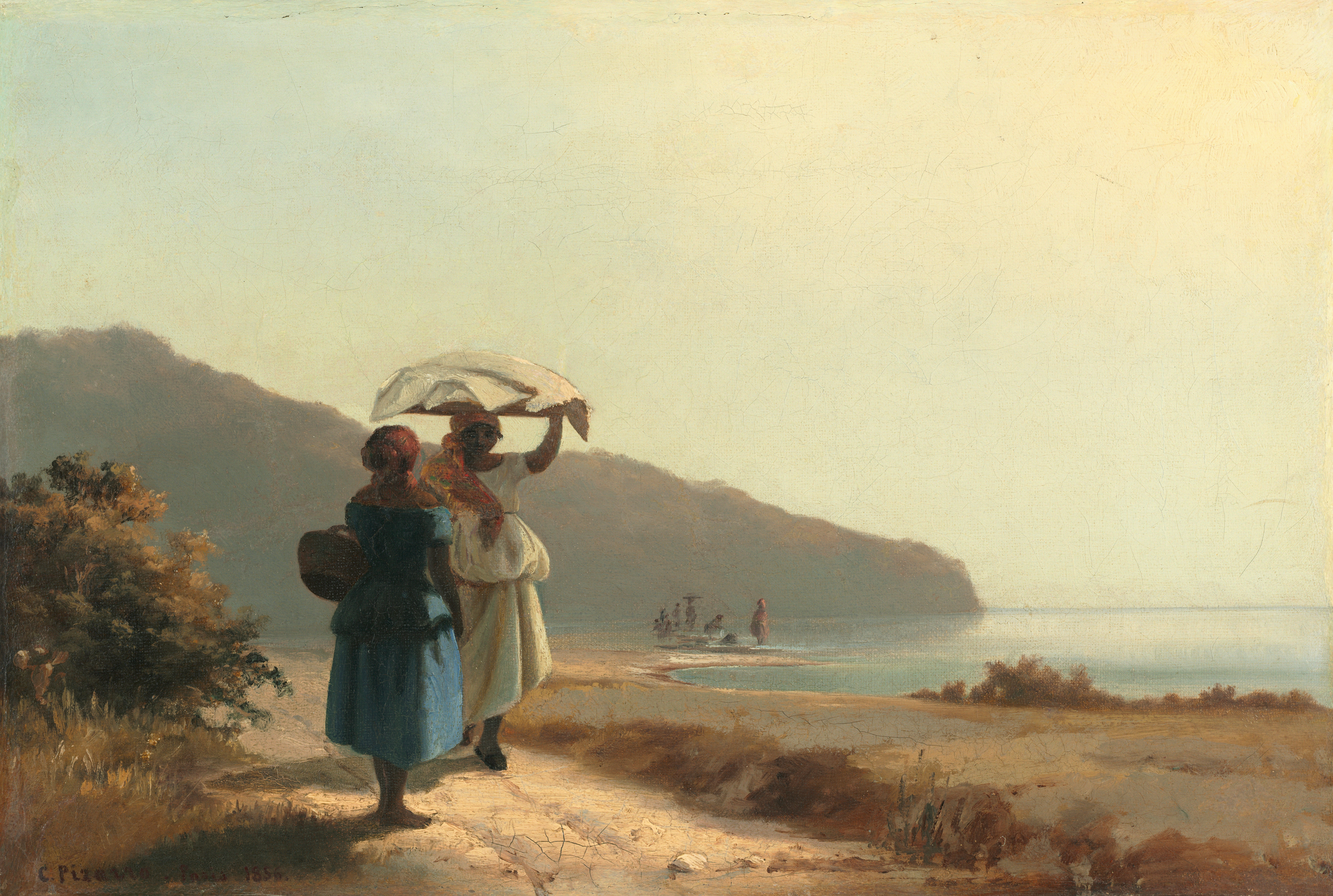
Zwei Frauen ...

- Camille Pissarro malt Zwei Frauen am Meer ins Gespräch vertieft, St. Thomas. Das Bild ist Teil einer Gruppe von insgesamt neun signierten Werken mit „tropischen“ Motiven aus dem Jahr 1856.

#### Literatur

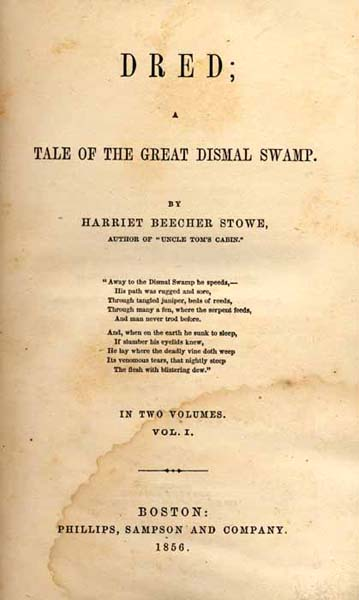
Erstausgabe: Dred

#### Musik und Theater
- 1. Februar: Der Kammermusiker Tröstler gründet in Dresden ein privates Konservatorium, aus dem die Hochschule für Musik Carl Maria von Weber hervorgeht.
- 23. Februar: Die Opéra-comique Manon Lescaut von Daniel-François-Esprit Auber mit dem Libretto von Eugène Scribe hat ihre Uraufführung in der Salle Favart der Opéra-Comique in Paris. Obwohl die Uraufführung der Vertonung des gleichnamigen Romans von Antoine-François Prévost aus dem Jahr 1731 gut aufgenommen und die Oper 63 Mal gespielt wird, kann sie sich langfristig nicht im Repertoire halten.
- 12. Juni: Uraufführung der Operette La Rose de Saint-Flour von Jacques Offenbach am Théâtre des Bouffes-Parisiens in Paris
- 8. August: Uraufführung der Operette Deux Vieilles Gardes von Léo Delibes am Théâtre des Bouffes-Parisiens in Paris
- 15. August: Das von Ferdinand Fellner dem Älteren errichtete Thalia-Theater in der Wiener Vorstadt Neulerchenfeld wird mit der Posse Aus dem Wiener Leben von Josef Böhm eröffnet.
- 25. August: In Montevideo eröffnet das im Stil des historistischen Eklektizismus erbaute Teatro Solís.
- 12. November: Uraufführung der Operette Six Demoiselles à marier von Léo Delibes am Théâtre des Bouffes-Parisiens in Paris
- Erstes datiertes Schattenspiel mit Scherenschnitten von Adolf Tannert

#### Mode

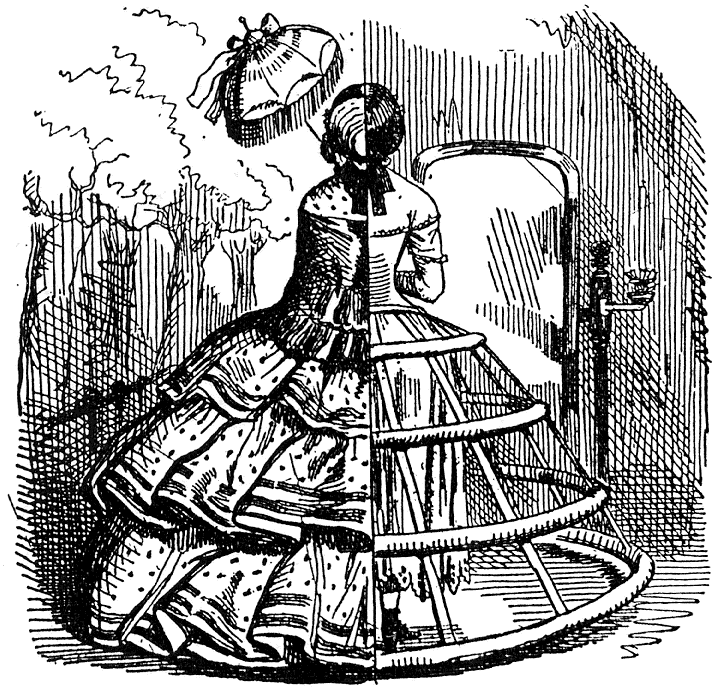
Mode 1856: Krinoline in einer Querschnittsdarstellung des Punch-Magazins vom August

In der Mode setzt sich die Krinoline aus England kommend in einer Version mit Stahlbändern durch.

### Gesellschaft

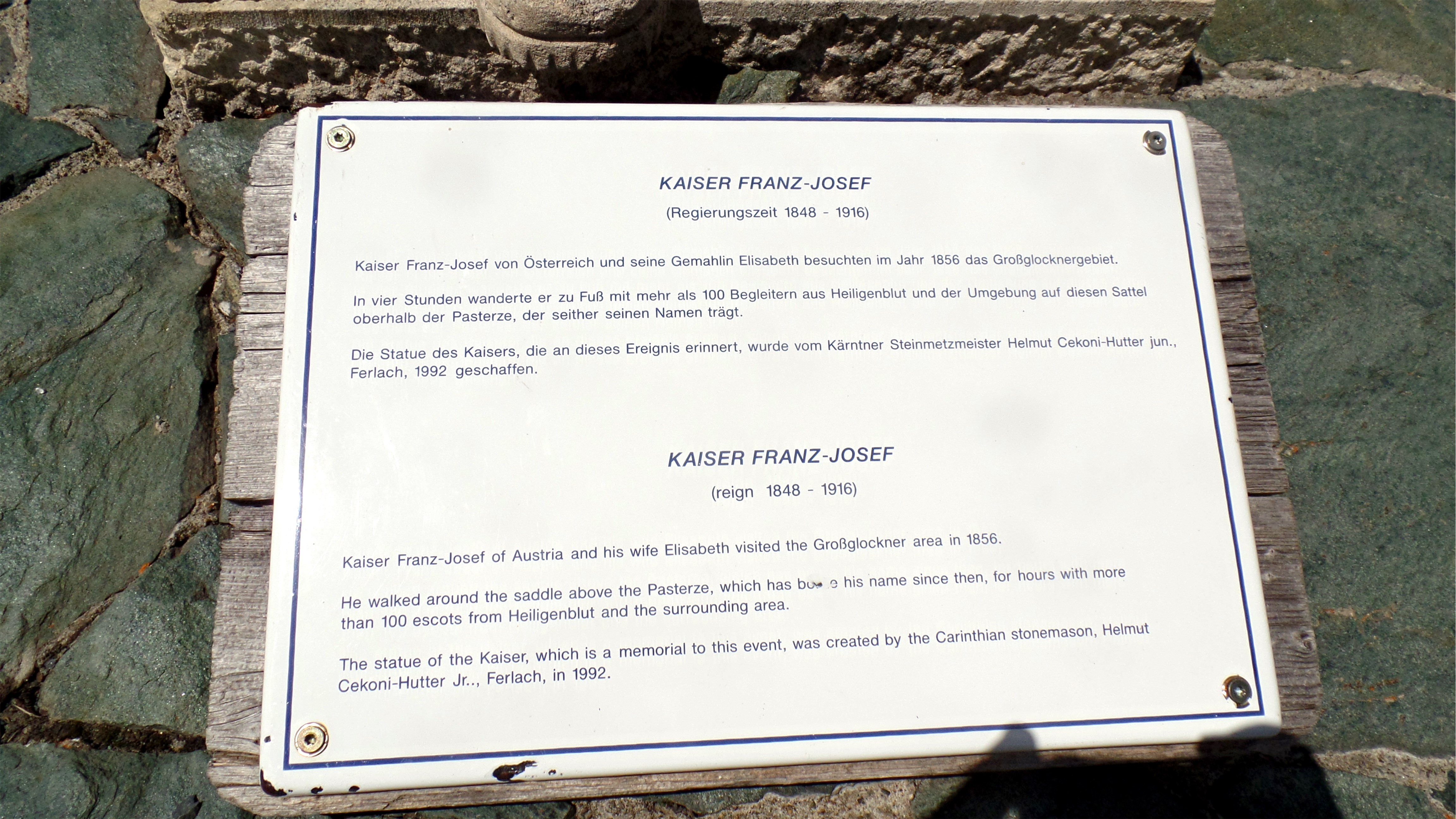
Infotafel am Kaiserstein

- 7. September: Um die Pasterze zu sehen, unternimmt der österreichische Kaiser Franz Joseph I. eine rund vierstündige Wanderung von Heiligenblut bis zu jenem Punkt, der heute den Aussichtspunkt Kaiser-Franz-Josefs-Höhe bildet. Kaiserin Elisabeth begnügt sich mit einem Ritt von Heiligenblut über gut 800 Höhenmeter hinauf bis zum Bretterboden, den man nach ihrem Besuch dann in Elisabethruhe umbenennt. Hier wird in den Jahren 1875/76 das Glocknerhaus errichtet.

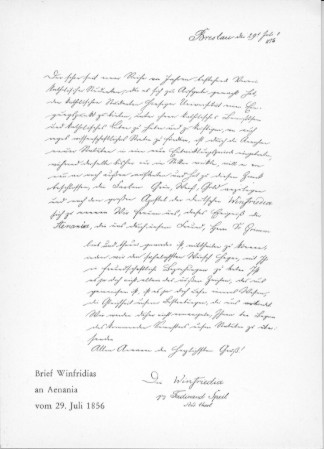
Cartellvertrag

- 6. Dezember: Der Cartellverband der katholischen deutschen Studentenverbindungen wird gegründet.

### Religion
- 17. März: In der Enzyklika Singulari quidem lobt Papst Pius IX. das mit dem Kaisertum Österreich abgeschlossene Konkordat. Er weist ferner den Klerus auf böse Machenschaften hin, die den Fortschritt der Kirche bedrohen.

### Katastrophen
- 23. Januar: Der Passagier-Raddampfer Pacific verschwindet auf dem Weg von Liverpool nach New York mit bis zu 240 Menschen an Bord spurlos.
- 10. August: Ein Hurrikan richtet in Louisiana schwere Schäden an. Allein bei der Überspülung von Last Island kommen über 200 Menschen ums Leben.
- 24. September: Der amerikanische Raddampfer Niagara sinkt auf dem Michigansee wenige Meilen vor Port Washington nach einem Brand. 60 bis 70 Passagiere sterben bei dem Unglück.
- 2. November: Der französische Passagierdampfer Lyonnais kollidiert bei Nantucket mit einer Bark und sinkt am darauf folgenden Tag. 130 der 146 Menschen an Bord sterben.

Kleinere Unglücksfälle sind in den Unterartikeln von Katastrophe und in der Liste von Katastrophen aufgeführt.

### Sport
- In der Provinz Kanada wird der erste Lacrosse-Club, der Montréal Lacrosse Club gegründet.
- Isaac Spratt veröffentlicht das erste gedruckte Regelwerk für Croquet.

## Historische Karten

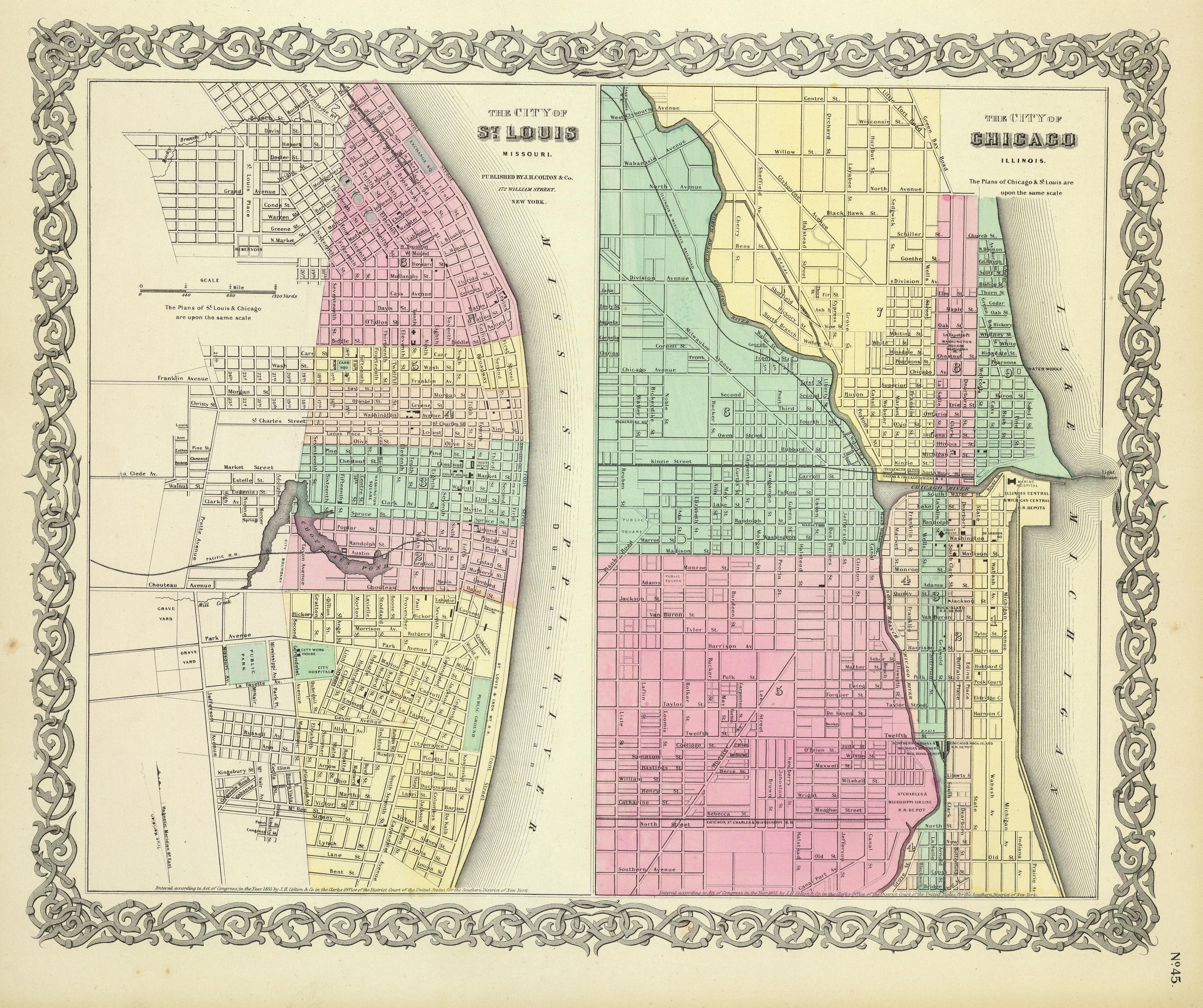
St. Louis und Chicago 1856

## Geboren

### Januar/Februar
- 03. Januar: Clara Anhuth, deutsche Schriftstellerin und Bibliothekarin († nach 1920)
- 04. Januar: William Goebel, US-amerikanischer Politiker († 1900)
- 09. Januar: Anton Aškerc, slowenischer Dichter und Priester († 1912)
- 09. Januar: J. Franklin Bell, US-amerikanischer Offizier, Generalmajor der US Army († 1919)
- 11. Januar: Christian Sinding, norwegischer Komponist († 1941)
- 12. Januar: John Singer Sargent, US-amerikanischer Maler († 1925)
- 12. Januar: Charles W. Gates, US-amerikanischer Politiker († 1927)
- 13. Januar: Rudolf Bullerjahn, deutscher Musiker († 1911)
- 17. Januar: Jens Bratlie, norwegischer Jurist, Offizier und konservativer Politiker († 1939)
- 17. Januar: Heinrich Otto, deutscher Textilunternehmer und Numismatiker († 1931)
- 19. Januar: Clemens von Delbrück, deutscher Politiker († 1921)
- 20. Januar: Harriot Eaton Stanton Blatch, US-amerikanische Suffragette und Publizistin († 1940)
- 22. Januar: Martha Nopitsch, deutsche Malerin († 1939)
- 25. Januar: Pierre Decourcelle, französischer Schriftsteller († 1926)
- 29. Januar: Aleksander Brückner, polnischer Slawist († 1939)
- 31. Januar: Hermann von François, deutscher General im Ersten Weltkrieg († 1933)

- 02. Februar: Robert Latham Owen, US-amerikanischer Politiker († 1947)
- 03. Februar: Georg Winter, deutscher Archivar und Historiker († 1912)
- 05. Februar: Otto Brahm, deutscher Kritiker, Theaterleiter und Regisseur († 1912)
- 08. Februar: Alfredo Valenzuela Puelma, chilenischer Maler († 1909)
- 10. Februar: Eugen Nägele, deutscher Naturschützer, Pädagoge und Heimatforscher († 1937)
- 12. Februar: Eduard von Böhm-Ermolli, österreichischer Feldmarschall und Heerführer († 1941)
- 13. Februar: Rudolf Brockhaus, deutscher Prediger und Autor der Brüderbewegung († 1932)
- 14. Februar: Frank Harris, irisch-englischer Autor und Redakteur († 1931)
- 15. Februar: Emil Kraepelin, deutscher Psychiater († 1926)
- 16. Februar: Carlo Bugatti, italienischer Designer, Dekorateur und Architekt († 1940)
- 16. Februar: Rudolph Karstadt, deutscher Textilunternehmer († 1944)
- 20. Februar: Jean Fernand-Lafargue, französischer Schriftsteller († 1903)
- 25. Februar: Alfred Biese, deutscher Literaturhistoriker († 1930)
- 25. Februar: Karl Lamprecht, deutscher Historiker und Professor († 1915)
- 25. Februar: Miguel Oquelí Bustillo, honduranischer Politiker und Vorsitzender der Regierungsjunta von 1907 († 1938)
- 25. Februar: Mathias Zdarsky, österreichischer Skipionier († 1940)

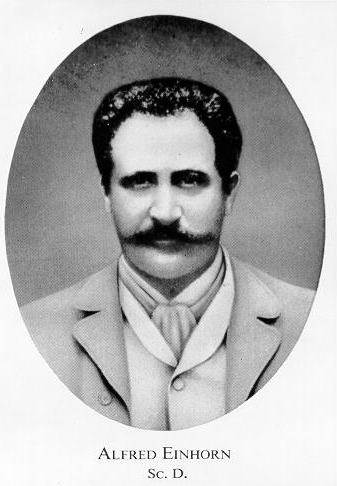
Alfred Einhorn, 1890

- 27. Februar: Alfred Einhorn, deutscher Chemiker († 1917)
- 27. Februar: Mattia Battistini, italienischer Opern- und Konzertsänger († 1928)

### März/April
- 03. März: Gustav Davis, österreichischer Journalist und Zeitungsherausgeber († 1951)
- 07. März: Ellen Andrée, französische Bühnenschauspielerin († 1933)
- 07. März: Violet Manners, Duchess of Rutland, britische Kunstmäzenin und Künstlerin († 1937)
- 09. März: Edward Goodrich Acheson, US-amerikanischer Chemiker und Techniker († 1931)
- 09. März: Hermann Iseke, deutscher Dichter († 1907)
- 11. März: Gotthold Gundermann, deutscher Altphilologe († 1921)
- 14. März: Julius Petschek, böhmischer, nach 1918 tschechoslowakischer Großindustrieller und Bankier († 1932)
- 15. März: Samuel Keller, Schweizer evangelischer Theologe und geistlicher Schriftsteller († 1924)
- 15. März: Achille Locatelli, römisch-katholischer Kardinal († 1935)
- 16. März: Heinrich Albrecht, deutscher Sozialpolitiker und Wohnungsreformer († 1931)
- 16. März: Jean Antoine Tancrède Auguste, haitianischer General, Politiker und Präsident († 1913)
- 16. März: Napoléon Eugène Louis Bonaparte, französischer kaiserlicher Prinz († 1879)
- 17. März: Michail Wrubel, russischer Maler († 1910)
- 20. März: Gaetano Bisleti, römisch-katholischer Kardinal († 1937)
- 20. März: Frederick Winslow Taylor, US-amerikanischer Ingenieur († 1915)
- 21. März: David Lorenz, deutscher Maler († 1907)
- 23. März: Ferdinand Lachner, tschechischer Geiger und Musikpädagoge († 1910)
- 24. März: Martin Faßbender, deutscher Professor, Publizist und Politiker († 1943)
- 25. März: Max Uhle, deutscher Begründer der Andenarchäologie († 1944)
- 27. März: William Goldman, US-amerikanischer Fotograf († 1922)
- 29. März: Carl Kopp, deutscher Maler, Pädagoge und Amateurentomologe († 1917)
- 29. März: Otto Rub, deutscher Schauspieler und Historiker († 1942)
- 30. März: Dora Hitz, deutsche Malerin, Hofmalerin des rumänischen Königshauses († 1924)
- 31. März: Alexander Wwedenski, russischer Philosoph und Psychologe († 1925)
- 31. März: José Benjamin Zubiaur, argentinischer Pädagoge († 1921)

- 01. April: Bill Traylor, afroamerikanischer autodidaktischer Zeichner und Maler († 1949)
- 04. April: Carl Johann Becker-Gundahl, deutscher Kirchenmaler und Zeichner († 1925)
- 05. April: Maximilian Reichel, deutscher Feuerwehrbeamter († 1924)
- 05. April: Booker T. Washington, US-amerikanischer Pädagoge, Sozialreformer und Schwarzenrechtler († 1915)
- 06. April: Arthur von Gwinner, deutscher Bankier, Politiker und Kunstmäzen († 1931)
- 10. April: Edward D. Easton, US-amerikanischer Jurist und Gerichtsreporter, Pionier der Sprechmaschinenindustrie († 1915)
- 12. April: Ernst Maass, deutscher Altphilologe († 1929)
- 13. April: Avedis Petrus XIV. Arpiarian, armenisch-katholischer Patriarch von Kilikien († 1937)
- 13. April: Franciszek Ludwik Neugebauer, russischer Gynäkologe († 1914)
- 14. April: Lamartine Griffin Hardman, US-amerikanischer Politiker († 1937)
- 15. April: Jean Moréas, französisch-griechischer Dichter († 1910)
- 17. April: Federico Cattani Amadori, italienischer Kardinal der römisch-katholischen Kirche († 1943)
- 17. April: Edward Jakobowski, englischer Komponist († 1929)
- 18. April: Marianne von Eschenburg, österreichische Malerin († 1937)
- 20. April: Richard Buchmayer, deutscher Pianist und Musikhistoriker († 1934)

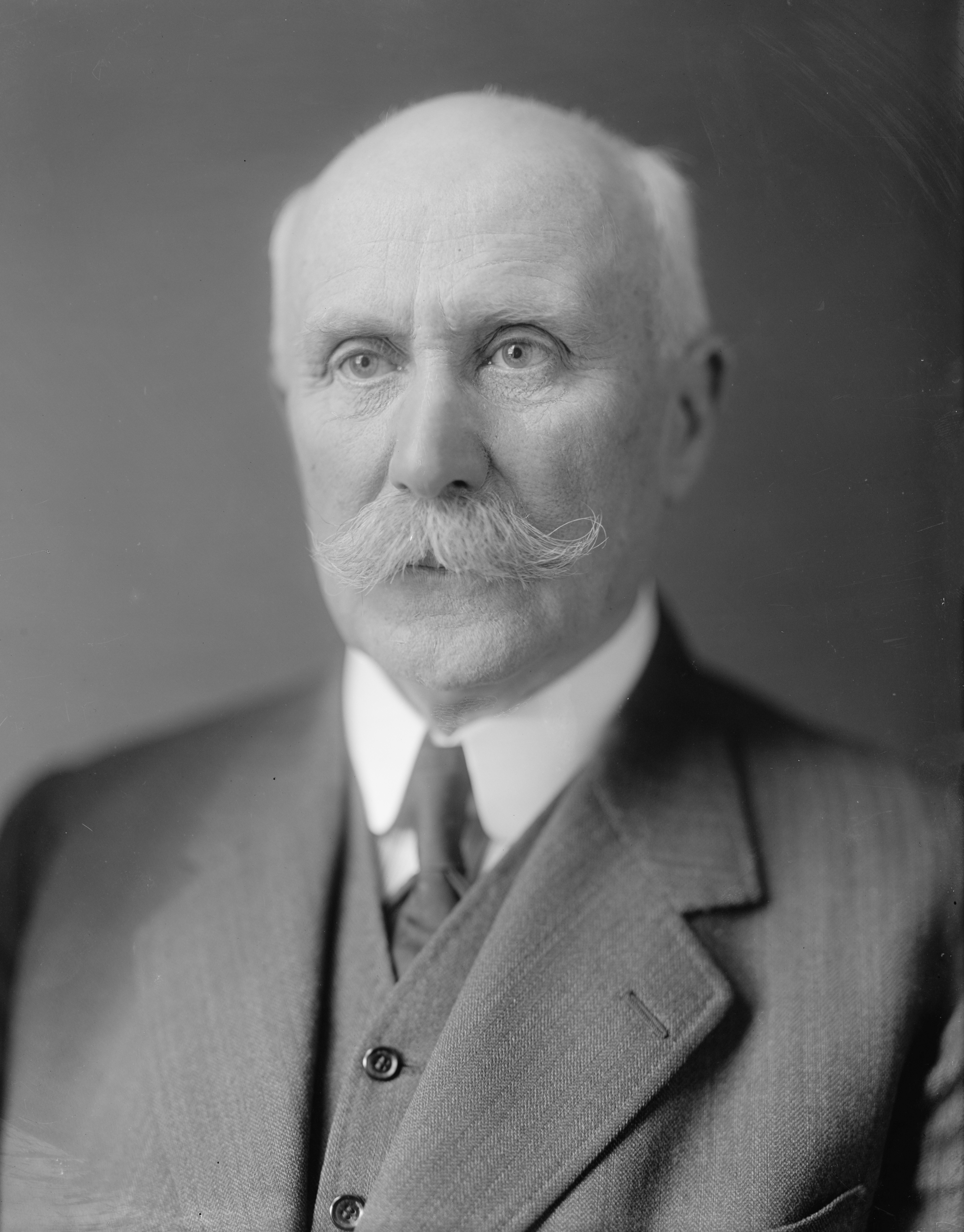
Philippe Pétain, um 1930

- 24. April: Philippe Pétain, französischer General und Präsident († 1951)
- 27. April: Tongzhi, Kaiser von China († 1875)

### Mai/Juni
- 02. Mai: Helene von Druskowitz, österreichische Philosophin, Literatur- und Musikkritikerin († 1918)
- 05. Mai: Lucia True Ames Mead, US-amerikanische Pazifistin und Feministin († 1936)
- 06. Mai: Robert Edwin Peary, US-amerikanischer Ingenieur und Polarforscher († 1920)

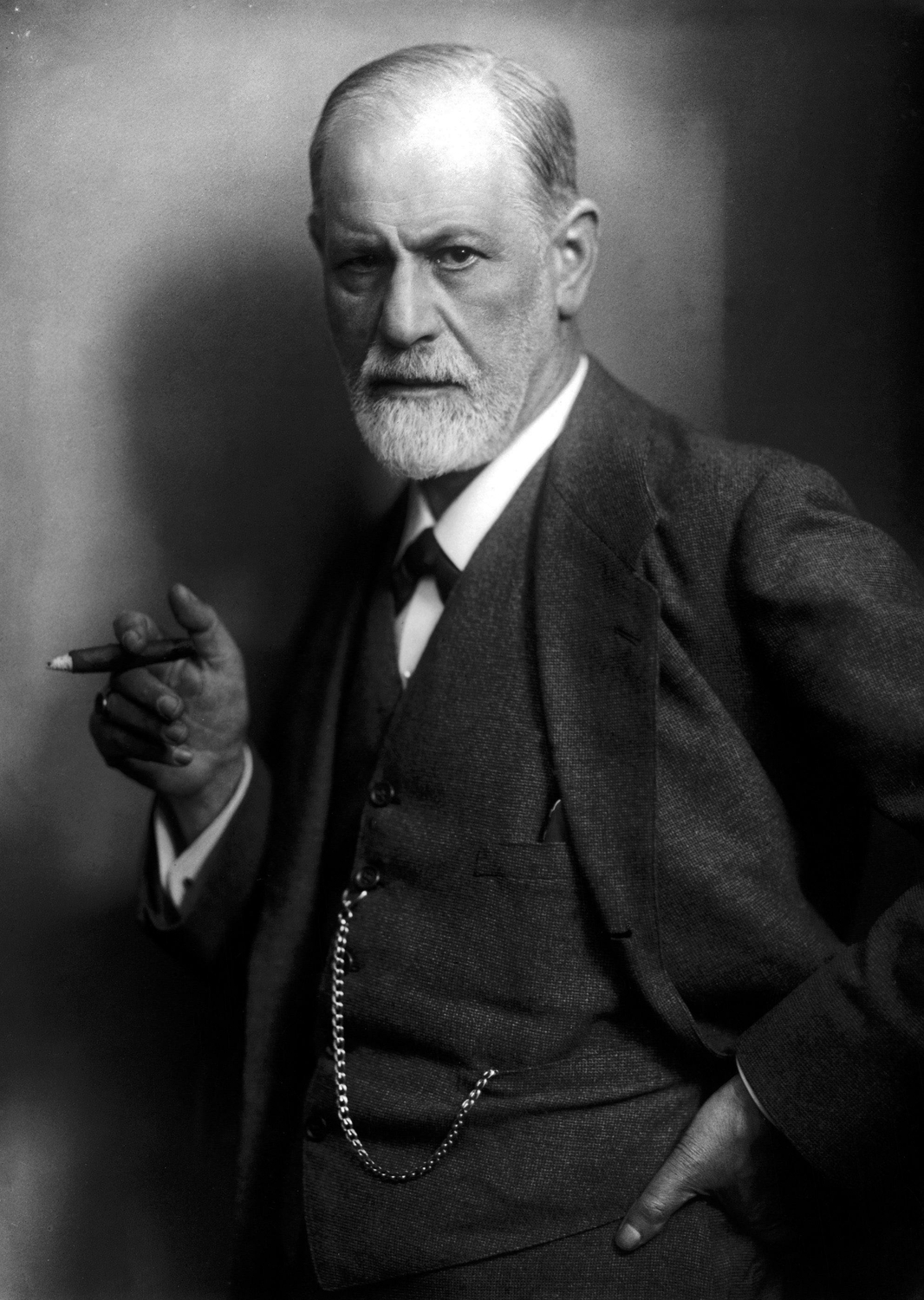
Sigmund Freud, 1921

- 06. Mai: Sigmund Freud, österreichischer Neurologe und Begründer der Psychoanalyse († 1939)
- 07. Juni: Victor Attinger, schweizerischer Fotograf und Verleger († 1927)
- 10. Mai: Florian Berndl, österreichischer Naturheilkundler († 1934)
- 12. Mai: Andreas Franz Wilhelm Schimper, deutscher Botaniker († 1901)
- 13. Mai: Paul Felix Aschrott, deutscher Jurist, Strafrechts- und Sozialreformer († 1927)
- 13. Mai: Reinhard Mannesmann, deutscher Erfinder und Unternehmer († 1922)
- 14. Mai: Georg Asmussen, deutscher Schriftsteller († 1933)

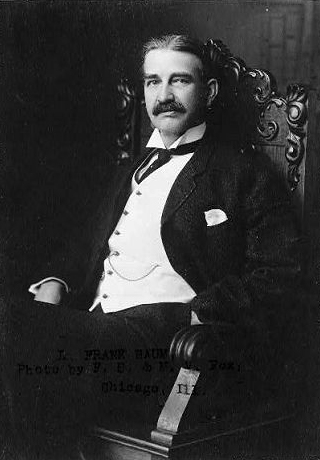
Lyman Frank Baum

- 15. Mai: Lyman Frank Baum, US-amerikanischer Schriftsteller († 1919)
- 18. Mai: Antonio Chiattone, Schweizer Bildhauer († 1904)
- 19. Mai: Oreste Giorgi, italienischer römisch-katholischer Kardinal († 1924)
- 20. Mai: Henri Edmond Cross, französischer Maler († 1910)
- 21. Mai: José Batlle y Ordóñez, uruguayischer Journalist und Staatspräsident († 1929)
- 26. Mai: Alexander Bernewitz, deutsch-baltischer Propst und evangelischer Märtyrer († 1919)
- 27. Mai: Tom Vallance, schottischer Fußballspieler († 1935)
- 28. Mai: Philipp Rinaldi, italienischer Salesianer, 1990 von Papst Johannes Paul II. in Rom seliggesprochen († 1931)
- 29. Mai: Heinrich Lessing, deutscher Portrait- und Landschaftsmaler († 1930)
- 30. Mai: Adolf Chelius, deutscher Maler († 1923)
- 01. Juni: Ernst Lecher, österreichischer Physiker († 1926)
- 12. Juni: Edouard Montet, französisch-schweizerischer evangelischer Geistlicher und Hochschullehrer († 1934)
- 14. Juni: Dimityr Blagoew, bulgarischer Politiker und marxistischer Theoretiker († 1924)
- 14. Juni: Andrei Markow, russischer Mathematiker († 1922)
- 15. Juni: Otto von Herff, deutscher Arzt und Professor († 1916)
- 16. Juni: Gustav Denhardt, deutscher Afrikaforscher († 1917)
- 16. Juni: Karl Gundelach, deutscher Bildhauer († 1920)
- 17. Juni: Franz Roubaud, russischer Maler († 1928)
- 18. Juni: Friedrich Karl Paul Gustav von Arnim, preußischer Offizier († 1932)
- 21. Juni: Chū Asai, japanischer Maler († 1907)
- 21. Juni: Franz Ewald Bachmann, deutscher Mediziner und Naturforscher († nach 1916)
- 21. Juni: Friedrich Kluge, deutscher Sprachwissenschaftler († 1926)
- 22. Juni: Henry Rider Haggard, britischer Schriftsteller († 1925)
- 30. Juni: Gerrit Kalff, niederländischer Niederlandist († 1923)

### Juli/August
- 03. Juli: Georg von der Marwitz, preußischer Kavalleriegeneral († 1929)
- 04. Juli: George Washington Appo, US-amerikanischer Krimineller († 1930)
- 05. Juli: Ion Keith-Falconer, britischer Radrennfahrer, Gelehrter und Missionar († 1887)
- 06. Juli: Otto Puchstein, deutscher Archäologe († 1911)
- 10. Juli: Stefan Augsburger, österreichischer Lyriker, Priester und Politiker († 1893)

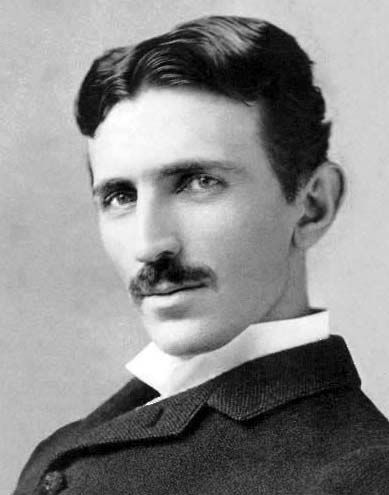
Nikola Tesla, um 1890

- 10. Juli: Nikola Tesla, serbischer Erfinder und Elektro-Ingenieur († 1943)
- 11. Juli: Petro Lewtschenko, ukrainischer Maler und Grafiker († 1917)
- 12. Juli: Gisela von Österreich, österreichische Erzherzogin († 1932)
- 18. Juli: Alfred Wiedemann, deutscher Ägyptologe († 1936)
- 21. Juli: Wilhelm Geiger, deutscher Indologe und Iranist († 1943)
- 22. Juli: Kamran Mirza, Prinz aus der Kadscharendynastie in Persien und Premierminister († 1929)
- 24. Juli: Émile Picard, französischer Mathematiker († 1941)
- 26. Juli: Edward Anseele, belgischer Politiker († 1938)
- 26. Juli: George Bernard Shaw, irischer Dramatiker und Literatur-Nobelpreisträger († 1950)
- 28. Juli: Karl Heinrich Gisbert Gillhausen, deutscher Ingenieur und Politiker († 1917)
- 30. Juli: Richard Haldane, britischer Politiker und Philosoph († 1928)
- 31. Juli: Albert Grünwedel, deutscher Indologe und Tibetologe († 1935)
- 31. Juli: John Oliver, kanadischer Politiker († 1927)
- 02. August: Hermann Rodewald, deutscher Agrarwissenschaftler († 1938)
- 03. August: Alfred Deakin, australischer Premierminister († 1919)
- 03. August: William E. Purcell, US-amerikanischer Politiker († 1928)
- 06. August: Apollinari Michailowitsch Wasnezow, russischer Maler († 1933)
- 07. August: Eduard Hahn, deutscher Agrarethnologe, Geograph und Wirtschaftshistoriker († 1928)
- 11. August: Hermann Ambronn, deutscher Botaniker und Physiker († 1927)
- 15. August: Charles E. Townsend, US-amerikanischer Politiker († 1924)
- 18. August: Ascher Hirsch Ginsberg, zionistischer Aktivist, Journalist und Hauptvertreter des Kultur-Zionismus († 1927)
- 18. August: Ove Christensen, dänischer Komponist, Geiger und Pianist († 1909)
- 18. August: Jan Gall, polnischer Komponist, Chorleiter und Musikpädagoge († 1912)
- 20. August: Jakub Bart-Ćišinski, sorbischer Dichter († 1909)
- 22. August: Emanuel von Seidl, deutscher Architekt und Ingenieur († 1919)
- 23. August: Leonti Nikolajewitsch Benois, russischer Architekt († 1928)
- 24. August: Felix Mottl, österreichischer Dirigent und Komponist († 1911)
- 24. August: Wilhelm Neumann-Torborg, deutscher Bildhauer († 1917)
- 25. August: Louis Aubert, Schweizer evangelischer Geistlicher und Hochschullehrer († 1936)
- 27. August: Iwan Franko, ukrainischer Dichter und Schriftsteller († 1916)
- 30. August: Carl Runge, deutscher Mathematiker († 1927)

### September/Oktober
- 01. September: Louis-Ernest Dubois, Erzbischof von Paris und Kardinal († 1929)
- 03. September: Ernst Marcus, deutscher Jurist und Philosoph († 1928)
- 03. September: Louis Sullivan, US-amerikanischer Architekt († 1924)
- 05. September: William B. McKinley, US-amerikanischer Politiker († 1926)
- 06. September: Archibald Hunter, britischer General († 1936)
- 06. September: Karl Ludwig Jühlke, deutscher Afrikaforscher († 1886)
- 09. September: Richard R. Kenney, US-amerikanischer Politiker († 1931)
- 12. September: Eugen Scheuermann, deutsch-baltischer Pastor und evangelischer Märtyrer († 1919)
- 22. September: Arnold Heimann, Schweizer Lehrer und Bühnenautor in Mundart († 1916)
- 23. September: William Archer, schottischer Theaterkritiker, Bühnendichter und Ibsen-Übersetzer († 1924)
- 23. September: Karl Krumbacher, deutscher Byzantiniker († 1909)
- 25. September: Theodor Schneller, deutscher Theologe und Missionar († 1935)
- 26. September: Leo Graetz, deutscher Physiker († 1941)

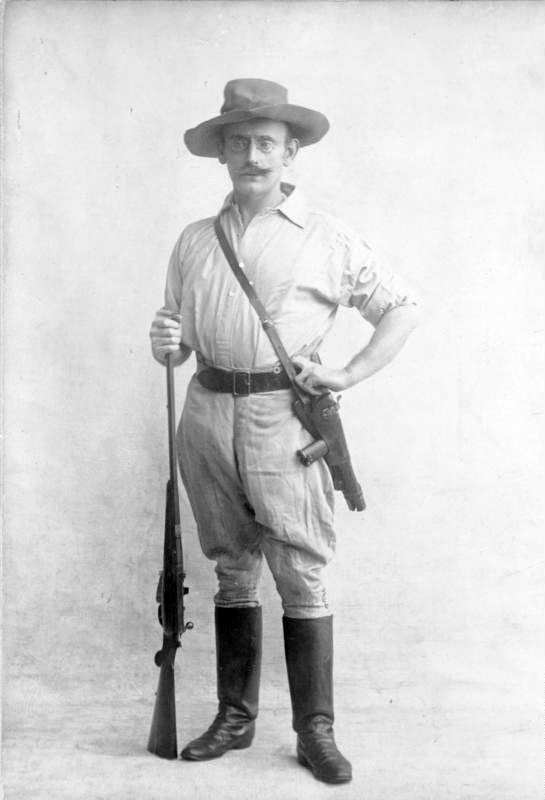
Carl Peters

- 27. September: Carl Peters, deutscher Politiker, Publizist, Kolonialist und Afrikaforscher († 1918)
- 28. September: Kate Douglas Wiggin, US-amerikanische Erzieherin und Autorin († 1923)
- 29. September: Miguel R. Dávila, Präsident von Honduras († 1927)
- 30. September: Joseph Reinach, französischer Politiker und Schriftsteller († 1921)
- 04. Oktober: Hedwig Arendt, deutsche Theaterschauspielerin († 1917)
- 05. Oktober: Hermann Brandt, deutscher Siedler und Landwirt († 1925)
- 07. Oktober: William A. Massey, US-amerikanischer Politiker († 1914)
- 07. Oktober: Sietze Douwes van Veen, niederländischer Kirchenhistoriker († 1924)
- 08. Oktober: Johannes Kuhlo, deutscher Theologe und Komponist († 1941)
- 12. Oktober: Henry F. Lippitt, US-amerikanischer Politiker († 1933)
- 15. Oktober: Robert Nivelle, französischer General († 1924)
- 15. Oktober: John Franklin Alexander Strong, US-amerikanischer Politiker († 1929)
- 17. Oktober: Juli Schokalski, russischer Ozeanograf und Kartograf († 1940)
- 18. Oktober: Eduard Ameseder, österreichischer Maler († 1938)
- 18. Oktober: James B. Frazier, US-amerikanischer Politiker († 1937)
- 18. Oktober: Edmond Haraucourt, französischer Schriftsteller († 1941)
- 19. Oktober: Rudolf Koch, deutscher Pressezeichner († 1921)
- 20. Oktober: Alcibiade Béique, kanadischer Organist und Musikpädagoge († 1896)
- 21. Oktober: Josef Noa, österreichisch-ungarischer Schachspieler († 1903)
- 25. Oktober: Paul d’Ivoi, französischer Schriftsteller († 1915)
- 27. Oktober: Amanda Courtaux, französische Musikpädagogin und Komponistin († 1941)
- 27. Oktober: Kenyon Cox, amerikanischer Maler und Schriftsteller († 1919)
- 31. Oktober: Carlos Antonio Mendoza, panamaischer Staatspräsident († 1916)

### November/Dezember
- 01. November: Augustinus Kilian, deutscher Bischof von Limburg († 1930)
- 02. November: Hermann von Kuhl, deutscher General und Militärhistoriker († 1958)
- 05. November: Foster MacGowan Voorhees, US-amerikanischer Politiker († 1927)
- 12. November: Felix Auerbach, deutscher Physiker († 1933)
- 13. November: Michail Iljinski, russischer Chemiker († 1941)
- 14. November: Ludwig Kandler, deutscher Porträt-, Historien- und Genremaler († 1927)
- 15. November: Rosita Mauri, spanische Tänzerin und Tanzlehrerin († 1923)
- 17. November: Thomas Taggart, US-amerikanischer Politiker († 1929)
- 19. November: Simon Alapin, russischer Schachspieler († 1923)
- 22. November: Helene Böhlau, deutsche Schriftstellerin († 1940)
- 22. November: Felix Genzmer, deutscher Baumeister und Architekt († 1929)
- 25. November: Sergei Tanajew, russischer Komponist († 1915)
- 27. November: Adolph Larsen, dänischer Landschaftsmaler († 1942)
- 28. November: Belisario Porras Barahona, Staatspräsident von Panama († 1942)
- 28. November: Patrick Joseph O’Donnell, irischer Geistlicher, Erzbischof von Armagh und Kardinal († 1927)

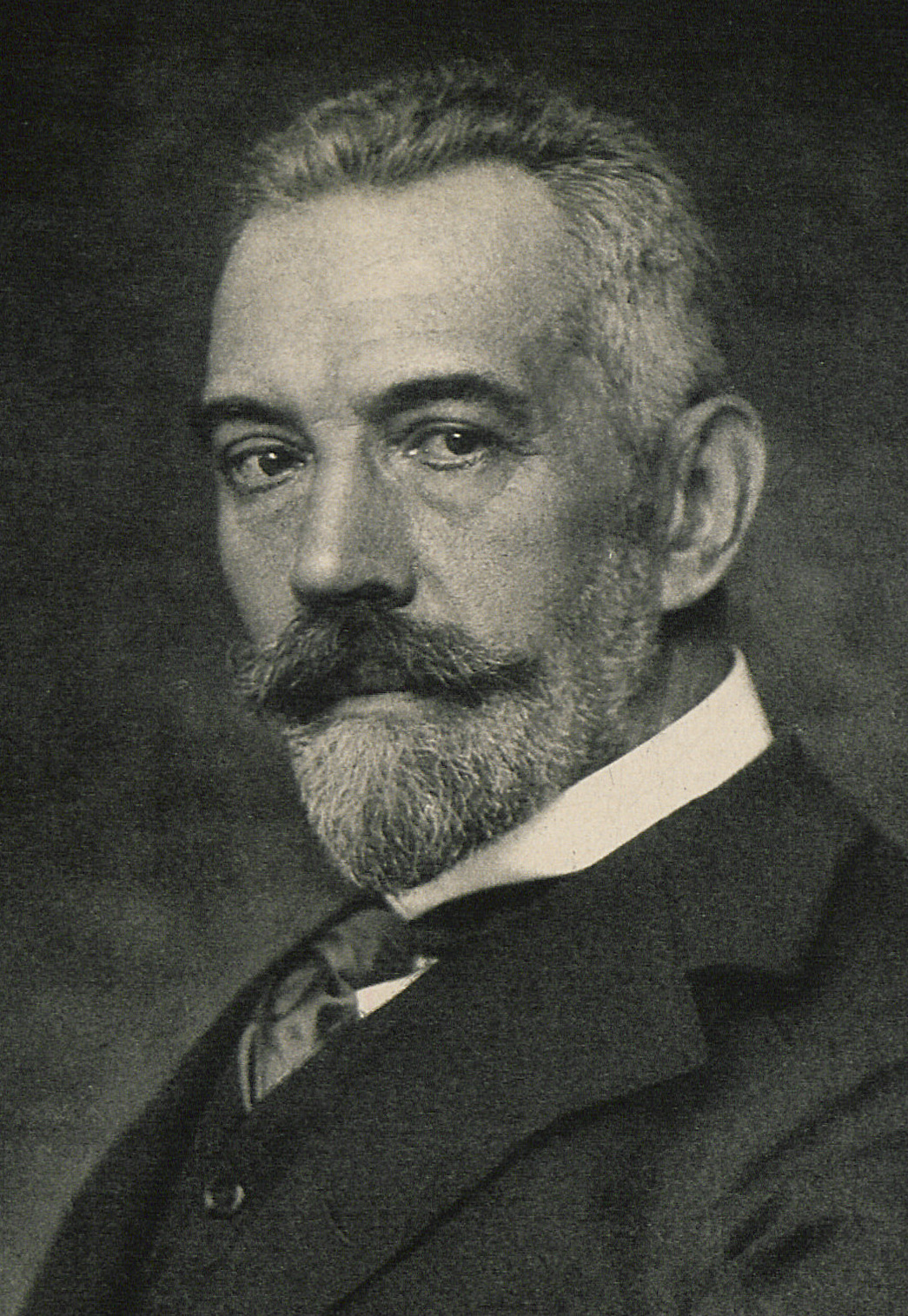
Theobald von Bethmann Hollweg

- 29. November: Theobald von Bethmann Hollweg, deutscher Politiker und Reichskanzler († 1921)
- 01. Dezember: Georg Hummel, deutscher Elektrotechniker, Erfinder und Unternehmer († 1902)
- 06. Dezember: Louise-Cathérine Breslau, deutsch-schweizerische Künstlerin († 1927)
- 09. Dezember: Ernst Brenner, Schweizer Politiker († 1911)
- 12. Dezember: Wilhelm Baldensperger, französischer evangelischer Theologe († 1936)
- 13. Dezember: Svetozar Boroević von Bojna, österreichischer Feldmarschall († 1920)
- 13. Dezember: Abbott Lawrence Lowell, US-amerikanischer Jurist, Politikwissenschaftler und Präsident der Harvard University († 1943)
- 14. Dezember: Julius Ackerknecht, deutscher Professor († 1932)

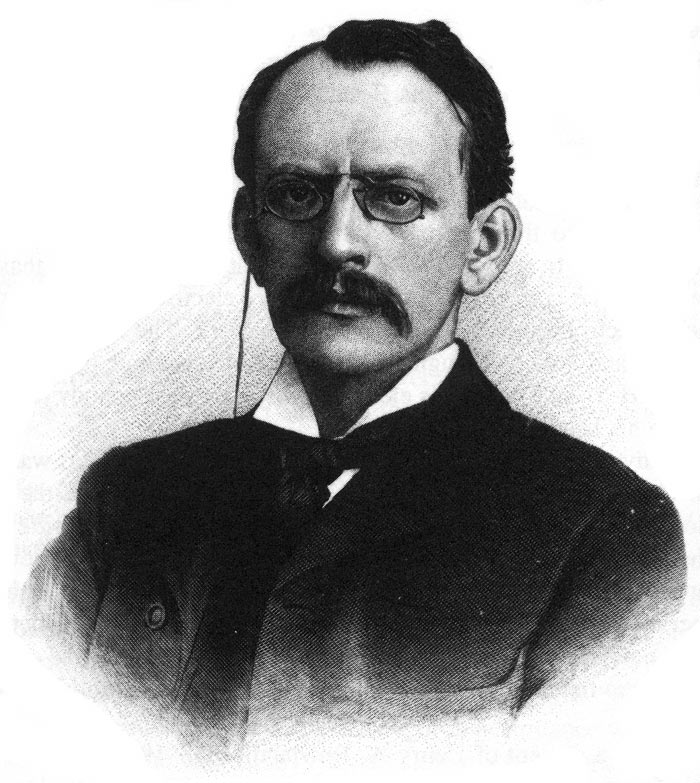
Joseph John Thomson

- 18. Dezember: Joseph John Thomson, britischer Physiker, Entdecker des Elektrons († 1940)
- 19. Dezember: Karl Rathgen, deutscher Nationalökonom († 1921)
- 20. Dezember: Ferdinand Avenarius, deutscher Dichter († 1923)
- 20. Dezember: Reginald Blomfield, britischer Landschaftsarchitekt († 1942)
- 21. Dezember: Giulio del Torre, italienischer Maler († 1932)
- 22. Dezember: Frank Billings Kellogg, US-amerikanischer Jurist und Diplomat († 1937)
- 24. Dezember: Árpád Feszty, ungarischer Maler († 1914)
- 25. Dezember: Hans von Bartels, deutscher Maler († 1913)
- 26. Dezember: John Harper Long, US-amerikanischer Chemiker († 1918)
- 27. Dezember: André Gedalge, französischer Musikpädagoge und Komponist († 1926)

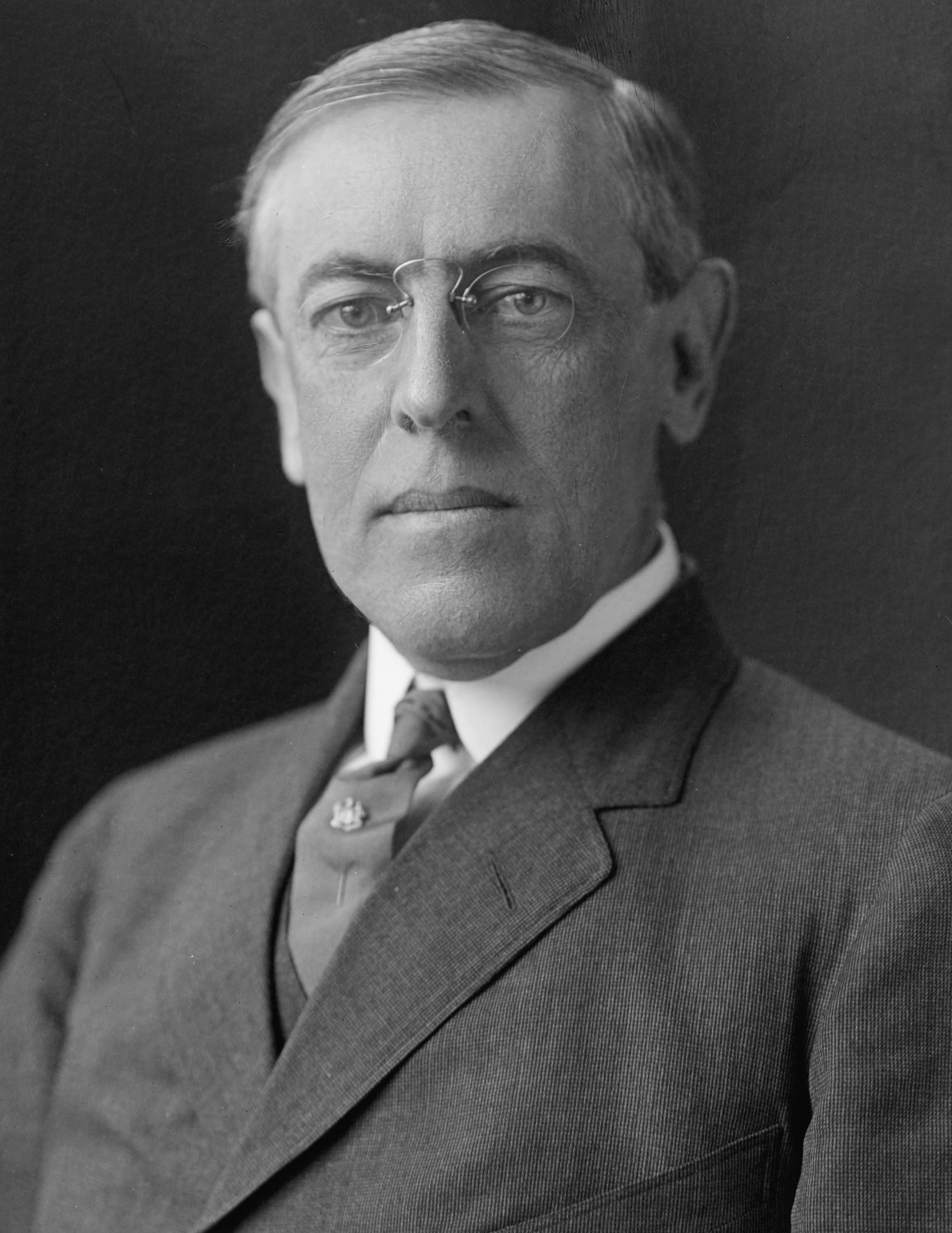
Woodrow Wilson

- 28. Dezember: Woodrow Wilson, Präsident der Vereinigten Staaten von Amerika und Friedensnobelpreisträger († 1924)
- 29. Dezember: Thomas Jean Stieltjes, niederländischer Mathematiker († 1894)
- 30. Dezember: Conradine Stinde, deutsche Autorin († 1925)
- 31. Dezember: Hildegard Voigt, deutsche Schriftstellerin († 1936)

### Genaues Geburtsdatum unbekannt
- Pierro Arrigoni, italienischer Architekt († 1940)
- Alberto Ceradelli, italienischer Geiger und Musikpädagoge (Todesdatum unbekannt)
- François Durel, französischer Architekt und Unternehmer († 1906)
- Morteza Qoli Chan Hedayat, iranischer Politiker († 1911)
- Verkine Karakaschian, armenische Schauspielerin († 1933)
- José Mercedes Ortega, chilenischer Maler († 1933)
- Samuel T. Strang, US-amerikanischer Organist und Komponist († 1921)

### Geboren um 1856
- Calamity Jane, US-amerikanische Westernheldin († 1903)
- Amelia Van Buren, US-amerikanische Fotografin († 1942)

## Gestorben

### Januar bis April
- 04. Januar: August Pichler, österreichisch-deutscher Schauspieler und Schauspieldirektor (* 1771)
- 06. Januar: Robert Nicolas-Charles Bochsa, französischer Komponist und Harfenvirtuose (* 1789)
- 09. Januar: Karl Friedrich Klöden, deutscher Historiker und Geograph (* 1786)
- 11. Januar: Friedrich Wilhelm Schneidewin, deutscher Altphilologe (* 1810)
- 12. Januar: Ľudovít Štúr, slowakischer Philologe, Schriftsteller und Politiker (* 1815)
- 16. Januar: Johann Albrecht Friedrich von Eichhorn, preußischer Staatsmann und Kultusminister (* 1779)
- 19. Januar: Ernst von Seherr-Thoß, deutscher Offizier und Gutsbesitzer (* 1786)
- 20. Januar: Joseph Marshall Walker, US-amerikanischer Politiker (* 1784)
- 21. Januar: Benedictus Gotthelf Teubner, deutscher Buchhändler und Verlagsgründer (* 1784)
- 22. Januar: Charles Victor Prévôst, französischer Schriftsteller (* 1789)
- 22. Januar: Georg Wilhelm von Wedekind, deutscher Forstmann (* 1796)
- 28. Januar: Helmina von Chézy, deutsche Dichterin (* 1783)
- 29. Januar: Otto von Erxleben, deutscher Offizier und Gutsbesitzer (* 1788)
- 000Januar: Nikolaus Aumüller, bayerischer Politiker (* 1775)
- 08. Februar: Eduard Vogel, deutscher Astronom und Afrikaforscher (* 1829)
- 12. Februar: Alexandre Montfort, französischer Komponist (* 1803)
- 14. Februar: Peter Heinrich August von Salviati, preußischer Diplomat (* 1786)
- 17. Februar: John Braham, englischer Opernsänger (* 1774)

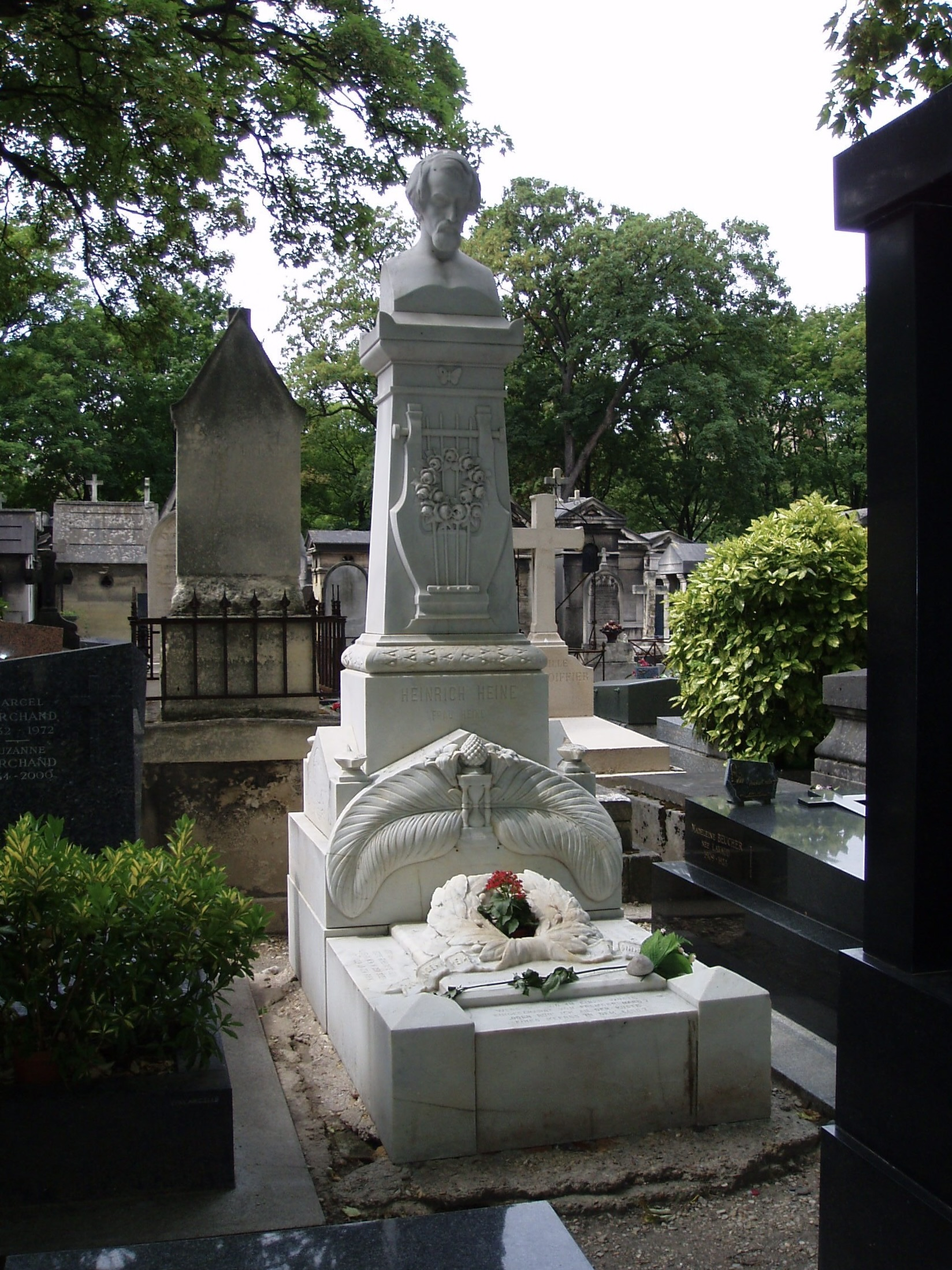
Das Grab Heines auf dem Nordfriedhof in Paris

- 17. Februar: Heinrich Heine, deutscher Dichter und Journalist (* 1797)
- 24. Februar: Nikolai Lobatschewski, russischer Mathematiker (* 1792)
- 01. März: Johann Konrad Zeller, Schweizer Maler (* 1807)
- 03. März: Gebhard Adolph Friedrich von Krosigk, deutscher Gutsbesitzer und Beamter (* 1799)
- 05. März: Johann Nepomuk von Fuchs, deutscher Chemiker und Mineraloge (* 1774)
- 13. März: Jacques Delisse, französischer Apotheker und Botaniker (* 1773)
- 18. März: Sir Henry Pottinger, britischer Kolonialbeamter (* 1789)
- 28. März: Pjotr Turtschaninow, russischer Komponist (* 1779)
- 29. März: Julius Ambrosch, deutscher Altphilologe (* 1804)
- 06. April: Adolphe Monod, Schweizer reformierter Erweckungsprediger (* 1802)
- 07. April: Johann Lambert Joseph Comes, deutscher Kreisarzt und Heimatforscher (* 1774)
- 18. April: Joseph Menter, deutscher Violoncellist und Musikpädagoge (* 1808)
- 26. April: George Troup, US-amerikanischer Politiker (* 1780)
- 27. April: Friederike Julie Lisiewska, deutscher Porträtmalerin (* 1772)

### Mai bis August
- 03. Mai: Adolphe Adam, französischer Opernkomponist (* 1803)
- 03. Mai: Adolfo Fumagalli, italienischer Pianist und Komponist (* 1828)
- 13. Mai: Jean Zuléma Amussat, französischer Arzt und Chirurg (* 1796)
- 16. Mai: Karl Ernst Christoph Schneider, deutscher Altphilologe (* 1786)
- 18. Mai: Georg Simon von Sina, österreichischer Bankier und Unternehmer (* 1783)
- 20. Mai: Johan Lorentz Aschan, schwedischer Unternehmer (* 1772)
- 22. Mai: Augustin Thierry, französischer Historiker (* 1795)
- 23. Mai: Alfred Gustav Friedrich von Domhardt, preußischer Gutsbesitzer (* 1792)
- 25. Mai: Rudolph Bay, dänischer Komponist (* 1791)
- 31. Mai: John Milton Niles, US-amerikanischer Politiker (* 1787)
- 01. Juni: Leopold Ferdinand Eduard Dietrich von Arnim, preußischer Generalleutnant (* 1794)
- 02. Juni: Alexander August von Buchholtz, deutscher Pandektenwissenschaftler (* 1802)
- 11. Juni: Friedrich Heinrich von der Hagen, deutscher Germanist (* 1780)
- 13. Juni: Ernst Alban, deutscher Augenarzt, Maschinenbauer und Pionier des Dampfmaschinenbaus (* 1791)
- 14. Juni: William Palmer, britischer Serienmörder (* 1824)
- 20. Juni: Florestan I., Fürst von Monaco (* 1785)
- 20. Juni: Hanzo Njepila, sorbischer Volksschriftsteller (* 1766)
- 25. Juni: Max Stirner, deutscher Philosoph (* 1806)
- 27. Juni: Joseph Meyer, deutscher Verleger (* 1796)

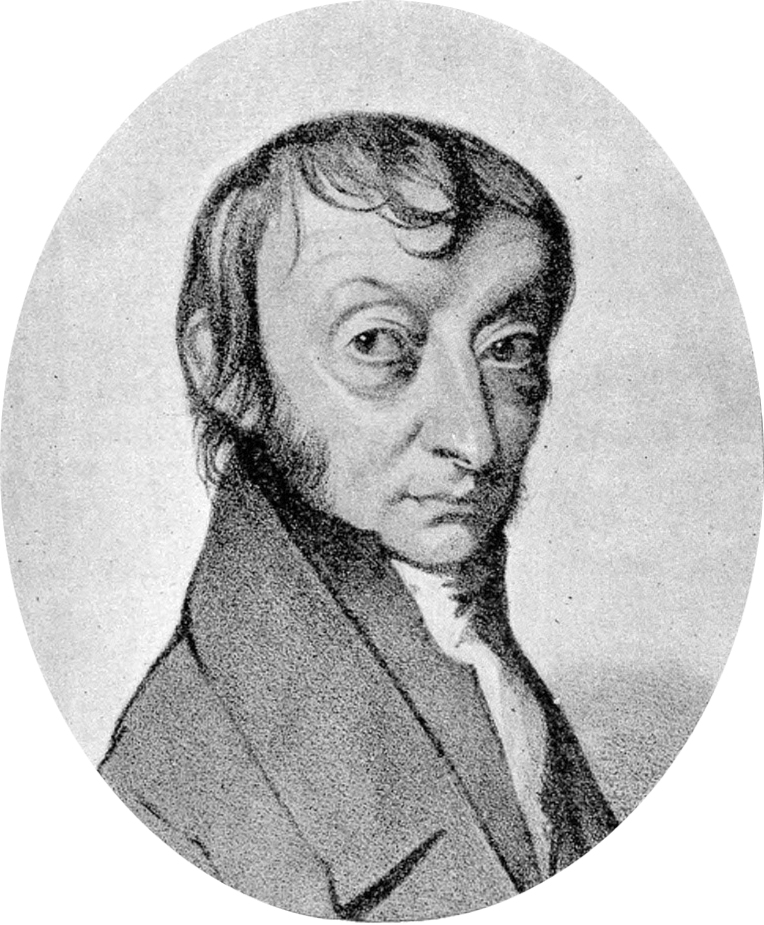
Amedeo Avogadro

- 09. Juli: Amedeo Avogadro, italienischer Physiker und Chemiker (* 1776)
- 09. Juli: Alfred Cuthbert, US-amerikanischer Politiker (* 1785)
- 11. Juli: Josef Kajetán Tyl, tschechischer Theaterdramatiker (* 1808)
- 16. Juli: Friedrich Wilhelm von Schubert, deutscher lutherischer Theologe, Geistlicher, Skandinavist und Hochschullehrer (* 1788)
- 21. Juli: Emil Aarestrup, dänischer Dichter (* 1800)
- 29. Juli: Karel Havlíček Borovský, tschechischer Dichter, Prosaist, Literaturkritiker, Übersetzer, Politiker und Journalist (* 1821)

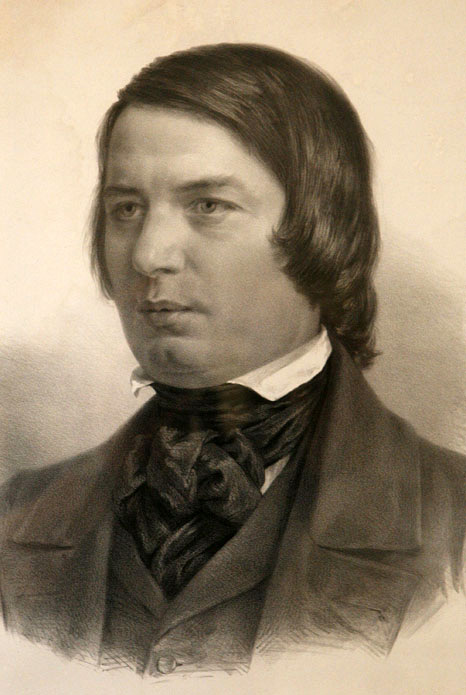
Robert Schumann

- 29. Juli: Robert Schumann, deutscher Komponist (* 1810)
- 30. Juli: Georg Weerth, deutscher Kaufmann und Schriftsteller (* 1822)
- 13. August: José María Estrada, Präsident von Nicaragua (* 1802)
- 19. August: Anna Maria Rüttimann-Meyer von Schauensee, Schweizer Patrizierin (* 1772)
- 21. August: Peter Joseph von Lindpaintner, deutscher Komponist und Dirigent (* 1791)
- 24. August: Carl Heyer, deutscher forstlicher Praktiker, Lehrer und Wissenschaftler (* 1797)
- 24. August: William Buckland, englischer Geologe und Paläontologe (* 1784)
- 30. August: John Ross, britischer Konteradmiral und Polarforscher (* 1777)
- 31. August: Giuseppe Pioda, Schweizer Architekt und Ingenieur (* 1810)
- 31. August: Nathaniel Jarvis Wyeth, US-amerikanischer Erfinder und Geschäftsmann (* 1802)

### September bis Dezember
- 01. September: Christoph Karl Julius Asschenfeldt, deutscher Kirchenlieddichter (* 1792)
- 01. September: Christian Friedrich Bernhard Augustin, deutscher Theologe, Schriftsteller und Historiker (* 1771)
- 03. September: Louis Marie Baptiste Atthalin, französischer Offizier, Politiker und Maler (* 1784)
- 08. September: Paul von Haugwitz, preußischer Soldat, Landrat, Gutsbesitzer und Schriftsteller (* 1791)
- 11. September: Josef Benignus Maus, deutscher Hochschullehrer, Professor und Historiker (* 1775)
- 12. September: Emil Braun, deutscher Archäologe (* 1809)
- 12. September: Johann Majoleth (Gigerhannesli), schweizerischer Volksmusik-Pionier, Besenbinder und «Bündner Münchhausen» (* 1774)
- 15. September: Hans Detlef Friedrich Asschenfeldt, deutscher Verlagsbuchhändler und Parlamentarier (* 1787)
- 15. September: Heinrich LXIV., Paragiatsherr von Reuß-Köstritz (* 1787)
- 15. September: Severin Løvenskiold, norwegischer Statthalter (* 1777)
- 17. September: Ninomiya Sontoku, japanischer Agrarreformer (* 1787)
- 21. September: Michail Wielhorski, russischer Komponist, Cellist und Mäzen (* 1787)
- 24. September: John Marsh, US-amerikanischer Pionier (* 1799)
- 01. Oktober: Christian zu Leiningen-Westerburg, österreichischer Feldmarschallleutnant (* 1812)
- 04. Oktober: Alfred V. du Pont, US-amerikanischer Industrieller (* 1798)
- 04. Oktober: Wilhelm Eilert Schmid, deutscher Orgelbauer (* 1791)
- 07. Oktober: William Hall, US-amerikanischer Politiker (* 1775)
- 12. Oktober: Richárd Guyon, britischer General in Diensten verschiedener Nationen (* 1803)
- 14. Oktober: Johann Kaspar Mertz, österreichischer Komponist und Gitarrenvirtuose (* 1806)
- 19. Oktober: Karl Heinrich Hermes, deutscher Journalist und Historiker (* 1800)
- 19. Oktober: William Sprague, US-amerikanischer Politiker (* 1799)
- 19. Oktober: Said ibn Sultan, Sultan von Maskat, Oman und Sansibar (* 1791)
- 21. Oktober: Hendrik Tollens, niederländischer Schriftsteller flämischer Herkunft (* 1780)
- 22. Oktober: Bernhard Brand von Lindau, preußischer Jurist (* 1805)
- 26. Oktober: Christian Wilhelm Schweitzer, deutscher Jurist, Staatsminister im Großherzogtum Sachsen-Weimar-Eisenach (* 1781)
- 04. November: Paul Delaroche, französischer Historienmaler (* 1797)
- 08. November: Étienne Cabet, französischer Publizist, Politiker und Revolutionär (* 1788)
- 09. November: Friedrich von Klinckowström, preußischer Gutsbesitzer und Politiker (* 1775)
- 10. November: Johann Kaspar Zeuß, deutscher Philologe (* 1806)
- 17. November: John Henry Eaton, US-amerikanischer Politiker (* 1790)
- 17. November: Carl Uhde, deutscher Kaufmann und Sammler (* 1792)
- 18. November: Michail Woronzow, russischer Kommandeur, Generalgouverneur und Vizekönig des Kaukasus (* 1782)
- 20. November: Farkas Bolyai, ungarischer Mathematiker (* 1775)
- 21. November: Carl von Steuben, französischer Maler (* 1788)
- 23. November: Joseph von Hammer-Purgstall, österreichischer Diplomat (* 1774)
- 28. November: Hirose Tansō, japanischer Gelehrter, Pädagoge und Schriftsteller (* 1782)
- 30. November: Charles-Alexandre Fessy, französischer Organist und Komponist (* 1804)
- 07. Dezember: Thaddäus Eduard Gumprecht, deutscher Kaufmann, Geograph, Geologe und Hochschullehrer (* 1801)
- 13. Dezember: Otto von der Groeben, preußischer Rittergutbesitzer und Politiker (* 1797)
- 22. Dezember: Maximilian Speck von Sternburg, deutscher Kaufmann, Unternehmer und Kunstsammler (* 1776)
- 26. Dezember: Jakob Friedrich Binder, Erster Bürgermeister der Stadt Nürnberg (* 1787)

### Gestorben um 1856
- Johann Jakob Rütlinger, Schweizer Lehrer, Schriftsteller und Auswanderer (* 1790)